# Liste der Truppenteile der Pioniertruppe des Heeres der Bundeswehr
Die Liste der Truppenteile der Pioniertruppe des Heeres der Bundeswehr enthält nahezu alle aufgelösten, aktiven und nicht aktiven (Geräteeinheiten, gekaderte Bataillone) Verbände und Großverbände der Pioniertruppe der Bundeswehr sowie eine kurze Übersicht über ihren Aufstellungszeitpunkt, Stationierungsorte, Unterstellung und über ihre Auflösung oder Umbenennung.
Ausdrücklich ausgenommen sind Pioniere und vergleichbare Kräfte der Luftwaffe und der Marine.

## Einführung in die Nummerierungskonventionen
Seit der Heeresstruktur II bis etwa 1990 erfolgte die Nummerierung der Pionierverbände anhand einer stringenten Nummerierungskonvention. In dieser Zeit konnte man der Bezeichnung meist direkt die Unterstellung des Bataillons oder des Regiments entnehmen. Bei Unterstellungswechseln, Umgliederungen etc. wurde die Nummer bis auf Ausnahmefälle in der Regel jeweils konsequent angepasst. In dieser Zeit gilt umgekehrt aber auch, dass Verbände gleicher Nummer nicht immer in derselben Traditionslinie gesehen werden können. Nach 1990 und Eingliederung von Teilen der aufgelösten Nationalen Volksarmee und den erheblichen Umgliederungen in den Jahren nach Ende des Kalten Krieges wurde diese Anpassung oft nicht mehr vorgenommen; die Verbände behielten aus Tradition oft ihre Bezeichnung. Ihre Unterstellung lässt sich damit aus ihrer Nummer meist nicht mehr ableiten. Gewisse Rückschlüsse ergeben sich aber in Bezug auf ihre Herkunft und Traditionslinie. Im Folgenden wird die Systematik geordnet nach Größenordnungen der Verbände vorgestellt. Die nachfolgenden Überlegungen zur Systematik der Bezeichnung bleiben aber auch für die Zeit vor 1990 stets nur als prinzipielles Konzept zu verstehen. Im Falle von Truppenversuchen, in der Aufstellungs- und Auflösungsphase etc. sind immer wieder Abweichungen von der Regel anzutreffen.

## Legende
Die Legende gilt für alle folgenden Listen
| Legende                               |
| ------------------------------------- |
| Aufgelöster Verband                   |
| Teilaktiver oder nichtaktiver Verband |
| Aktiver Verband                       |

## Gliederung

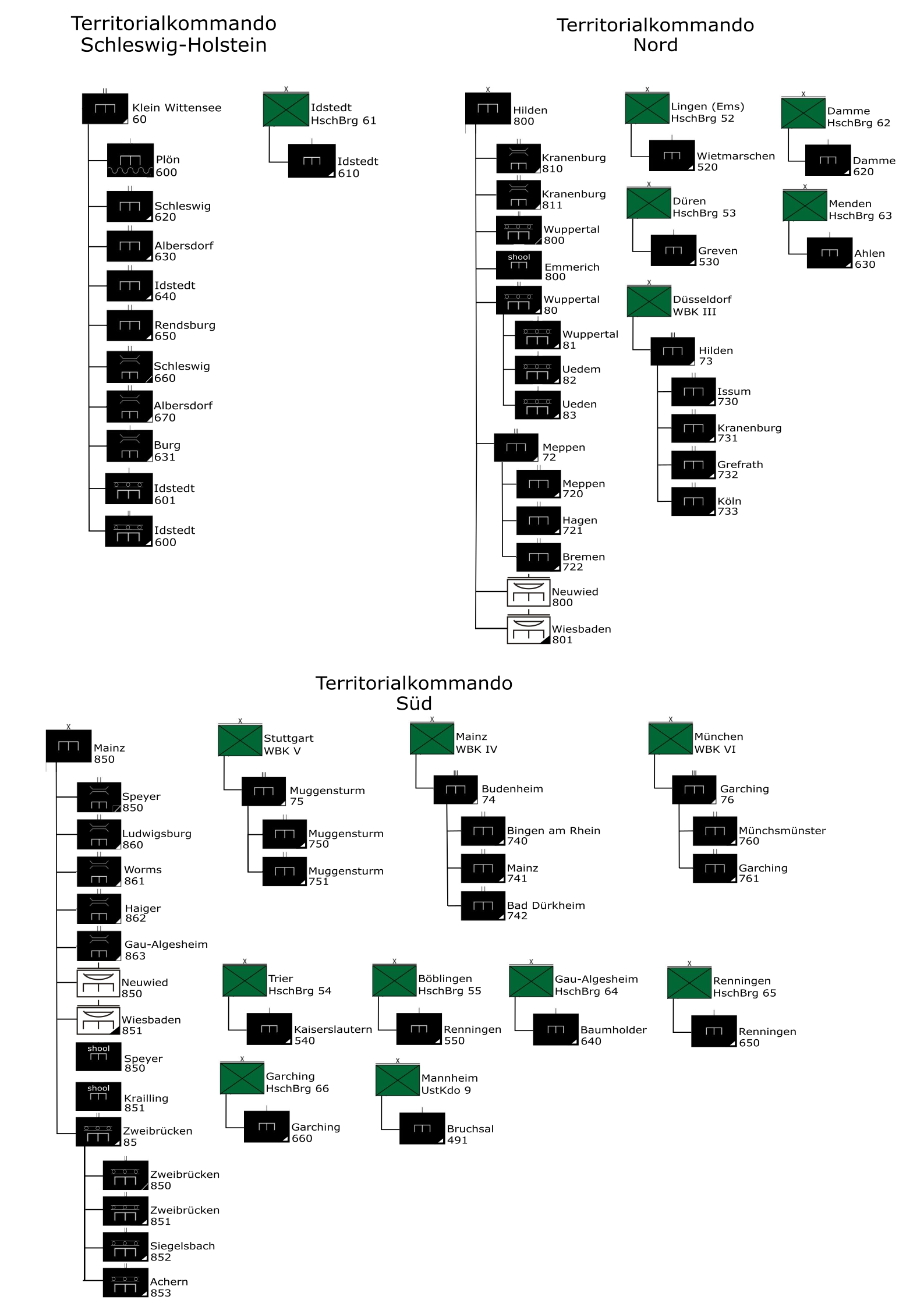
Gliederung der Pionierverbände im Territorialheer um 1989
Gliederung des Feldheeres in der Heeresstruktur IV (1989)
Gliederung des Heeres im Oktober 2020
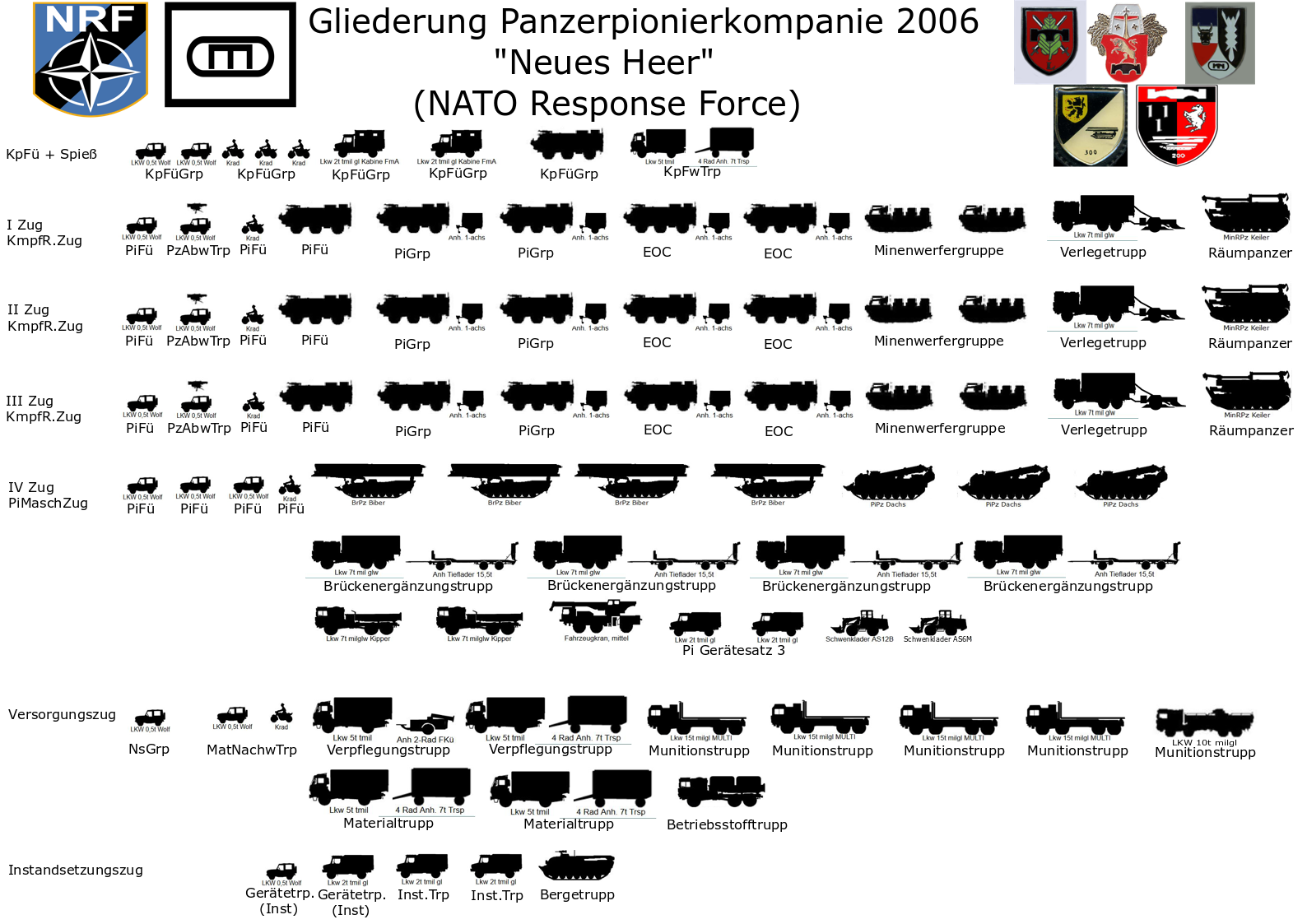
Gliederung Selbständige Panzerpionierkompanie 2006

## Kommandos
Pionierkommandos besaßen etwa Brigadestärke und wurden sowohl im Feld- als auch im Territorialheer ausgeplant. Im Feldheer waren den drei deutschen Korps I–III jeweils ein Pionierkommando mit entsprechenden Ordnungsnummern 1, 2, 3 unterstellt. Im Territorialheer waren Pionierkommandos zwei der Territorialkommandos unterstellt. Das Territorialkommando Süd führte das Pionierkommando 850 (alle unterstellten Kommandos führten die Nummer 850!), das Territorialkommando Nord führte entsprechend das Pionierkommando 800 (alle unterstellten Kommandos führten die Nummer 800!). Das Territorialkommando Schleswig-Holstein führte ebenso wie das in Norddeutschland dislozierte Korps LANDJUT kein Pionierkommando. (Das Territorialkommando Schleswig-Holstein führte mit dem Pionierregiment 60 aber ein ähnlich großes Pionierregiment).
|  | Bezeichnung         | Aufstellung (aus)                 | Standort                       | Verbleib                     | Unterstellung | Bemerkung                                                                           |
|  | ------------------- | --------------------------------- | ------------------------------ | ---------------------------- | ------------- | ----------------------------------------------------------------------------------- |
|  | Pionierkommando 1   | 1. April 1980 (aus Korps-PiKdr 1) | Münster                        | 1. Oktober 1993 umgegliedert | I. Korps      | Wurde in Stabs/Stabskompanie Pionierbrigade 20 umgegliedert                         |
|  | Pionierkommando 2   | Mitte 1972 (aus Korps-PiKdr 2)    | Ulm                            | 30. September 1993 aufgelöst | II. Korps     |                                                                                     |
|  | Pionierkommando 3   | 1972 (aus Korps-PiKdr 3)          | Koblenz                        | 30. September 1993 aufgelöst | III. Korps    | Teile wurden zur Aufstellung der Stabs/Stabskompanie Pionierbrigade 40 herangezogen |
|  | Pionierkommando 800 | 1. Oktober 1981 (aus sPiRgt 80)   | Hilden                         | 1. Oktober 1993 umgegliedert | TerrKdo Nord  | Wurde in Stabs/Stabskompanie Pionierbrigade 30 umgegliedert                         |
|  | Pionierkommando 850 | 1. Oktober 1981 (aus sPiRgt 85)   | Mainz ab 1. Juli 1987 Mannheim | 31. März 1994 aufgelöst      | TerrKdo Süd   |                                                                                     |

## Brigaden
Pionierbrigaden wurden ab 1991 in den damals noch acht Wehrbereichen aufgestellt. Ihre Ordnungsnummern 10, 20, 30, …, 80 entsprechen den Nummern der Wehrbereichskommandos I–VIII. Die Pionierbrigade 100 war einer der Brigaden des Heerestruppenkommandos. Wie alle Brigaden des Heerestruppenkommandos erhielt auch seine Pionierbrigade die Ordnungsnummer 100.
|  | Bezeichnung   | Aufstellung (aus)       | Standort                                   | Verbleib                                      | Bemerkung                                   |
|  | ------------- | ----------------------- | ------------------------------------------ | --------------------------------------------- | ------------------------------------------- |
|  | PiBrig 10     | 1. April 1993           | Schleswig                                  | 30. Juni 1997 aufgelöst                       |                                             |
|  | PiBrig 20     | Oktober 1993            | Minden                                     | 31. März 2002 aufgelöst – Teile an PiBrig 100 |                                             |
|  | PiBrig 30     | Okt 1993 (Tl PiKdo 800) | Hilden                                     | 27. Sept. 2002 aufgelöst                      | Beiname: „Rhein-Weser“, zuletzt ust HTrpKdo |
|  | PiBrig 40     | 1. Oktober 1993         | Lahnstein (Deines-Bruchmüller-Kaserne)     | 31. Dezember 2003 aufgelöst                   |                                             |
|  | PiBrig 50     | 1. April 1993           | Bogen                                      | 30. Juni 2002 aufgelöst                       | Beiname: „Main-Donau“                       |
|  | PiLehrBrig 60 | 1. Oktober 1993         | Ingolstadt (Pionierkaserne auf der Schanz) | 31. März 2002 aufgelöst                       | Beiname: „Bayerischer Löwe“                 |
|  | PiBrig 70     | 1. April 1991           | Gera                                       | 2003 aufgelöst                                |                                             |
|  | PiBrig 80     | 1. April 1991           | Storkow (Mark)                             | 2003 aufgelöst                                | Beiname: „Kurmark“                          |
|  | PiBrig 100    | 2002                    | Minden                                     | 1. Januar 2008 umgegliedert zu PiRgt 100      | HTrpKdo, Verbandsabzeichen:                 |

## Regimenter
Im Territorialheer wurden vor 1989 in den Wehrbereichen II–VI Pionierregimenter mit den Ordnungsziffern 7x aufgestellt, wobei x der Nummer des Wehrbereichskommandos entspricht, dem das Regiment unterstellt war. Das auffällig große Pionierregiment 60 des Territorialkommandos Schleswig-Holstein kann als „Ersatz“ für die „scheinbar fehlenden“ Pionierkräfte in Norddeutschland gesehen werden. Es bot Ersatz für die nicht aufgestellten Pionierkommandos für das Territorialkommando Schleswig-Holstein und LANDJUT bzw. das „fehlende“ Pionierregiment (71 – wäre die naheliegende Bezeichnung) im Wehrbereich I. Die „fehlenden“ Pionierkommandos hätten entsprechend den üblichen Bezeichnungen in diesen Bereichen des Heeres mutmaßlich die Nummern 6 oder 600 getragen, so dass auch das Pionierregiment 60 eine entsprechend ähnliche Ordnungsnummer erhielt. Bei den Pionierkommandos 800 und 850 des Territorialheeres wurden vor 1989 entsprechend nummerierte nichtaktive (Geräteeinheiten) Pipelinepionierregimenter 80 und 85 zum Betrieb der NATO-Pipeline aufgestellt.
Das Pionierregiment 100 entstand später aus Umgliederung der Pionierbrigade 100 und führte dessen Nummer fort.
|  | Bezeichnung                            | Aufstellung (aus)                         | Standort                                            | Unterstellung | Verbleib                     | Bemerkung                              |
|  | -------------------------------------- | ----------------------------------------- | --------------------------------------------------- | ------------- | ---------------------------- | -------------------------------------- |
|  | schweres Pionierregiment (TV) 705      | 16. Juni 1958                             | Wuppertal                                           | WBK III       | 1. April 1972 umbenannt      | Wurde in sPiRgt 80 umbenannt           |
|  | schweres Pionierregiment (TV) 706      | Mai 1957                                  | Koblenz                                             | WBK IV        | 1. März 1972 umbenannt       | Wurde in sPiRgt 85 umbenannt           |
|  | schweres Pionierregiment 710 (GerEinh) | 1. August 1964                            | Klein Wittensee                                     | WBK I         | 1972 umbenannt               | Wurde in sPiRgt 60 (GerEinh) umbenannt |
|  | Pionierregiment 720 (GerEinh)          | 1971                                      | Schepsdorf-Lohne                                    | VBK 21        | 1981 umbenannt               | Wurde in PiRgt 72 (GerEinh) umbenannt  |
|  | Pionierregiment 730 (GerEinh)          | 1. Januar 1973                            | Düsseldorf                                          | sPiRgt 80     | 1. April 1982 umbenannt      | Wurde in PiRgt 73 (GerEinh) umbenannt  |
|  | Pionierregiment 740 (GerEinh)          | 1966                                      | Bingen am Rhein                                     | sPiRgt 85     | 1. Oktober 1982 umbenannt    | Wurde in PiRgt 74 (GerEinh) umbenannt  |
|  | Pionierregiment 750 (GerEinh)          | 1. April 1972                             | Waldenburg                                          | VBK 51        | 1. April 1982 umbenannt      | Wurde in PiRgt 75 (GerEinh) umbenannt  |
|  | schweres Pionierregiment 760 (GerEinh) | 1. Mai 1972 (aus sPiRgt 200 (GerEinh))    | Dillingen                                           | VBK 51        | 1. April 1981 umbenannt      | Wurde in PiRgt 76 (GerEinh) umbenannt  |
|  | schweres Pionierregiment 60 (GerEinh)  | 1972 (aus sPiRgt 710 (GerEinh))           | Klein Wittensee                                     | WBK I         | 1981 umbenannt               | Wurde in PiRgt 60 (GerEinh) umbenannt  |
|  | schweres Pionierregiment 80            | 1. April 1972 (aus sPiRgt (TV) 705)       | Wuppertal ab Oktober 1973 Hilden                    | WBK III       | 1. April 1981 umbenannt      | Wurde in PiKdo 800 umbenannt           |
|  | schweres Pionierregiment 85            | 1. März 1972 (aus sPiRgt (TV) 706)        | Mainz-Gonsenheim                                    | WBK IV        | 1. April 1981 umbenannt      | Wurde in PiKdo 850 umbenannt           |
|  | Pionierregiment 60 (GerEinh)           | 1981 (aus sPiRgt 60 (GerEinh))            | Klein Wittensee                                     | VfgTrKdo 41   | 31. März 1993 aufgelöst      |                                        |
|  | Pionierregiment 72 (GerEinh)           | 1981 (aus PiRgt 720 (GerEinh))            | Meppen                                              | WBK II        | 30. September 1993 aufgelöst |                                        |
|  | Pionierregiment 73 (GerEinh)           | 1. April 1982 (aus PiRgt 730 (GerEinh))   | Düsseldorf ab April 1983 Hilden                     | WBK III       | 30. September 1993 aufgelöst |                                        |
|  | Pionierregiment 74 (GerEinh)           | 1. Oktober 1982 (aus PiRgt 740 (GerEinh)) | Bingen am Rhein                                     | WBK IV        | 30. September 1993 aufgelöst |                                        |
|  | Pionierregiment 75 (GerEinh)           | 1. April 1982 (aus PiRgt 750 (GerEinh))   | Waldenburg ab April 1983 Bietigheim                 | WBK V         | 30. September 1993 aufgelöst |                                        |
|  | Pionierregiment 76 (GerEinh)           | 1. April 1981 (aus sPiRgt 760 (GerEinh))  | Garching bei München                                | WBK VI        | 31. März 1993 aufgelöst      |                                        |
|  | Pipelinepionierregiment 80 (GerEinh)   | 1. Oktober 1981 (Neuaufstellung)          | Wuppertal                                           | PiKdo 800     | 31. März 1993 aufgelöst      | Kader im Frieden bei PplPiBtl 800      |
|  | Pipelinepionierregiment 85 (GerEinh)   | 1. Oktober 1981 (Neuaufstellung)          | Zweibrücken                                         | PiKdo 850     | 31. März 1993 aufgelöst      | Kader im Frieden bei PplPiBtl 850      |
|  | Pionier-Brückenregiment 74             | 1958                                      | Reservedepot Bassenheim 50° 20′ 26″ N, 7° 26′ 19″ O | WBK IV        | 1981 aufgelöst               | Geräteeinheit                          |
|  | Pionierregiment 100                    | 1. Juli 2007 (aus PiBrig 100)             | Minden                                              | 1. PzDiv      | 2015 aufgelöst               |                                        |

## Bataillone

### Pionierbataillone
|                            | Bezeichnung                          | Aufstellung (aus)                                  | Standort                  | Verbleib                                                                  | Bemerkung                                                                                       |
| -------------------------- | ------------------------------------ | -------------------------------------------------- | ------------------------- | ------------------------------------------------------------------------- | ----------------------------------------------------------------------------------------------- |
| Internes Verbandsabzeichen | PiBtl 1                              | 1960 aus PiBtl 7                                   | Holzminden                | 1. März 2002 umgegliedert zu PzPiBtl 1                                    | vormals 1956–1958 PiBtl.2 1958–1960 PiBtl.7                                                     |
|                            | PiBtl 2                              | aus PzPiBtl 5                                      | Hannoversch-Münden        | aufgelöst 30. September 1993                                              |                                                                                                 |
|                            | PiBtl 3                              | 1959 aus PzPiBtl 3                                 | Stade                     | aufgelöst 30. September 1993                                              | vormals 1956–1958 PiBtl1 1958–1959 PzPiBtl. 3                                                   |
| Internes Verbandsabzeichen | PiBtl 4                              | 1. April 1959 in München                           | Bogen                     | am 1. Juli 2003 umgegliedert zu PzPiBtl 4                                 |                                                                                                 |
|                            | PiBtl 5                              | ?                                                  | Lahnstein                 | aufgelöst 31. März 1991                                                   |                                                                                                 |
|                            | PiBtl 6                              | 1. März 1958                                       | Plön                      | aufgelöst 31. Dezember 1996                                               | vormals 1956–1958 PzPiBtl. 3                                                                    |
|                            | PiBtl 7                              | 17. November 1960 aus PiBtl 2                      | Höxter                    | aufgelöst 31. März 1993; umgegliedert zu ABC-Abwehrbataillon 7            |                                                                                                 |
| Internes Verbandsabzeichen | GebPiBtl 8                           | 1. Juni 1957                                       | Ingolstadt                | am 1. April 2024 umgegliedert zu PzPiBtl 8                                | ust GebJgBrig 23                                                                                |
|                            | PiBtl 10                             | 1956                                               | Ingolstadt                | aufgelöst 30. September 1993                                              |                                                                                                 |
|                            | PiBtl 11                             | 13. März 1959 aus Teilen PiBtl.3 und 6 aufgestellt | Barme                     | aufgelöst 30. September 1997                                              |                                                                                                 |
|                            | PiBtl 12                             | 30. Oktober 1964 (aus LLPiBtl 9)                   | Speyer                    | 1986 Umzug nach Volkach, 3. April 1997 in sPiBtl 12 umgegliedert          | ust zuletzt PiBrig 50                                                                           |
| Internes Verbandsabzeichen | PiBtl 14                             | ?                                                  | Köln-Longerich            | aufgelöst                                                                 | aufgestellt als lePiBtl 14/Geräteeinheit                                                        |
| Internes Verbandsabzeichen | PiBtl 15                             | 1970                                               | Köln                      | 1981 aufgelöst                                                            | Geräteeinheit                                                                                   |
|                            | PiBtl 61                             | 1. Oktober 1980                                    | Lübeck                    | aufgelöst 30. September 1993                                              | 16. Okt 1963 als LePiBtl 537, 1. Okt 1970 als LePiBtl 13 und am 1. Okt 1973 PiBtl 610 umbenannt |
|                            | PiBtl 110                            |                                                    | Minden                    | aufgelöst 30. September 1993                                              | Durch Umgliederung aus schw.PiBtl 110 hervorgegangen (1958)                                     |
|                            | PiBtl 120                            | 1. Oktober 1979                                    | Döverden-Barme            | 31. Dezember 1992                                                         | Durch Umgliederung aus schw.PiBtl 120 hervorgegangen (1964)                                     |
|                            | PiBtl 140                            | aus sPiBtl 800                                     | Emmerich am Rhein         | 31. Dezember 2007                                                         | ust zuletzt PiRgt 100 mehrmalige Umbenennung 1993 zum Pi.Br.Btl140 1997 zum PiBtl140            |
|                            | PiBtl 150 (GerEinh)                  | 1962 aus sPiBtl 735                                | Höxter                    | aufgelöst Juni 2002                                                       | vormals Landespionierbataillon 735 1965–1965 PiBtl 735 (TV) 1965–1980                           |
|                            | PiBtl 210                            | 1957                                               | München                   | aufgelöst 31. März 1992                                                   |                                                                                                 |
|                            | PiLehrBtl 220                        | 21. April 1981                                     | München                   | aufgelöst 31. Oktober 1993                                                |                                                                                                 |
|                            | PiBtl 240                            | 1. Oktober 1981 (aus lePiBtl 240)                  | Passau                    | am 30. September 1993 aufgelöst                                           |                                                                                                 |
|                            | PiBtl 250 (GerEinh)                  | 1. Oktober 1970 (aus PiBtl 750 (GerEinh))          | Schwabsberg               | 31. März 1993 aufgelöst                                                   |                                                                                                 |
|                            | PiBtl 320                            | 1. Oktober 1979 aus sPiBtl 850                     | Koblenz/Lahnstein         | 30. September 2003 aufgelöst                                              |                                                                                                 |
|                            | PiBtl 340 (GerEinh)                  | 1. Oktober 1980 (aus lePiBtl 340 (GerEinh))        | Emmerzhausen              | 30. September 1993 aufgelöst                                              |                                                                                                 |
|                            | PiBtl 350 (GerEinh)                  | 1. Oktober 1980 (aus sPiBtl 320 (GerEinh))         | Stadtallendorf            | 30. September 1993 aufgelöst                                              |                                                                                                 |
|                            | PiBtl 491(GerEinh)                   |                                                    | Bruchsal                  | aufgelöst                                                                 |                                                                                                 |
|                            | PiBtl 610                            |                                                    | Schleswig                 |                                                                           | aufgestellt als lePiBtl 610/Geräteeinheit                                                       |
|                            | PiBtl 620                            | 1957 aus sPiBtl 718                                | Schleswig                 | aufgelöst 30.09.2003                                                      |                                                                                                 |
|                            | PiBtl 630 (GerEinh)                  |                                                    | Burg/Dithmarschen         | am 31. März 1993 aufgelöst                                                |                                                                                                 |
|                            | PiBtl 650 (GerEinh)                  |                                                    | Rendsburg                 | am 31. März 1993 aufgelöst                                                |                                                                                                 |
|                            | PiBtl 701                            | 1. Juli 1991                                       | Gera                      |                                                                           |                                                                                                 |
|                            | PiBtl 720 (GerEinh)                  |                                                    | Meppen                    | am 30. Juni 1993 aufgelöst                                                |                                                                                                 |
|                            | PiBtl 721 (GerEinh)                  |                                                    | Hage                      | am 30. Juni 1993 aufgelöst                                                |                                                                                                 |
|                            | PiBtl 722 (GerEinh)                  |                                                    | Dörverden-Barme dann Gera |                                                                           |                                                                                                 |
|                            | PiBtl 730 (GerEinh)                  | 1. Oktober 1981                                    | Issum                     | 31. März 1993 aufgelöst                                                   |                                                                                                 |
|                            | PiBtl 731 (GerEinh)                  | 1. Oktober 1981                                    | Kranenburg                | 30. September 1993 aufgelöst                                              |                                                                                                 |
|                            | PiBtl 732 (GerEinh)                  | 1. April 1982                                      | Grefrath                  | 30. September 1992 aufgelöst                                              |                                                                                                 |
|                            | PiBtl 733(GerEinh)                   | 1. Oktober 1971                                    | Köln                      | 30. September 1993 aufgelöst                                              |                                                                                                 |
|                            | PiBtl 740 (GerEinh)                  |                                                    | Bingen am Rhein           | aufgelöst 30. Juni 1993                                                   |                                                                                                 |
|                            | PiBtl 741 (GerEinh)                  | 1959 in Koblenz                                    | Mainz                     | 1977 aus sPiBtl 741 umgegliedert                                          |                                                                                                 |
|                            | PiBtl 742 (GerEinh)                  |                                                    | Stuttgart                 |                                                                           |                                                                                                 |
|                            | PiBtl 744                            | 1957 in Koblenz                                    | Koblenz                   | 1977 aufgelöst                                                            | Geräteeinheit                                                                                   |
|                            | PiBtl 750 (GerEinh)                  |                                                    | Muggensturm               | aufgelöst 30. September 1993                                              |                                                                                                 |
|                            | PiBtl 751 (GerEinh)                  |                                                    | Muggensturm               | aufgelöst 30. September 1993                                              |                                                                                                 |
|                            | PiBtl 760 (GerEinh)                  |                                                    | Bogen                     | aufgelöst                                                                 |                                                                                                 |
|                            | PiBtl 761 (GerEinh)                  |                                                    | Brannenburg               | 31.12.2008 aufgelöst                                                      | GebJgBrig 23,                                                                                   |
|                            | PiBtl 801                            | 1. April 1991 (aus teilen des PiRgt 2 NVA)         | Storkow (Mark)            | ab 1. Januar 2003 PzPiBtl 801                                             |                                                                                                 |
|                            | PiBtl 802 (GerEinh) (Neuaufstellung) | 1. Oktober 1998                                    | Storkow (Mark)            | aufgelöst Oktober 2008                                                    |                                                                                                 |
|                            | PiBtl 850                            | 1. April 1971 aus sPiBtl 717                       | Koblenz                   | 1. Oktober 1979 in PiBtl 320 umbenannt                                    |                                                                                                 |
|                            | PiBtl 863                            |                                                    |                           | aufgelöst                                                                 |                                                                                                 |
| Internes Verbandsabzeichen | PiBtl 901                            | Oktober 2008                                       | Havelberg                 | 31.12.2015 Aufgelöst / Umgegliedert in Schweres Pionierbataillon 901 (TA) | PzGrenBrig 41, Couleur: Panzerpionierbataillon 803                                              |
| Internes Verbandsabzeichen | PiBtl 902                            | September 2008                                     | Holzminden                | Aufgelöst und als 3./PzPiBtl 905 n.A integriert                           |                                                                                                 |
| Internes Verbandsabzeichen | PiBtl 903                            | neu 2009                                           | Gera                      | Aufgelöst und als 4./PzPiBtl 905 n.A integriert                           |                                                                                                 |
| Internes Verbandsabzeichen | PiBtl 904                            | neu 2009                                           | Bogen                     | Aufgelöst und als 5./PzPiBtl 4 t.A integriert                             |                                                                                                 |
| Internes Verbandsabzeichen | PiBtl 905                            | neu 2009                                           | Ingolstadt                | reiner Personalersatzverband kein Gerät. Ähnlich Feldersatzbataillon      | GebJgBrig 23, Couleur: Gebirgspionierbataillon 8                                                |
|                            | PiBtl 917                            | 1960                                               | Köln                      | 1990 aufgelöst                                                            | Geräteeinheit                                                                                   |

### Leichte Pionierbataillone
Die leichten Pionierbataillone entstanden in der Heeresstruktur II und wurden mit der Einnahme der Heeresstruktur IV wieder aufgelöst bzw. in Pionierbataillone integriert.
Die leichten Pionierbataillone gliederten sich in eine Stabs- und Zwei Pionierkompanien bzw. je nach Heeresstruktur verfügten einige lePiBtl über eine 4 Kompanie die als Geräteeinheit ausgeplant war. Schweres Gerät wie Bergepanzer oder Räumpanzer allg. Kettenfahrzeuge verfügten die Pionierkompanien in ihrer STAN-Gliederung nicht.
Der schwerpunktauftrag der leichten Pionierbataillone lag im Sperreinsatz
| [ 11 ] [ 12 ] | Bezeichnung       | Aufstellung (aus) | Standort                                                                           | Unterstellung | Verbleib   | Auflösungsdatum | Bemerkung |
| ------------- | ----------------- | ----------------- | ---------------------------------------------------------------------------------- | ------------- | ---------- | --------------- | --- |
|               | lePiBtl 13        | 01.04.1970        | Lübeck Trave-Kaserne                                                               | HSchKdo 13    | PiBtl 61   | 30.09.1973      | |
|               | lePiBtl 15 (t.A)  | 01.04.1970        | Köln Lüttich-Kaserne                                                               | HSchKdo 15    | sPiBtl 719 | 31.03.1981      | |
|               | lePiBtl 18 (n.A)  | 01.01.1972        | MobStp Biberach                                                                    | HSchKdo 18    | ?          | unbekannt       | |
|               | lePiBtl 18        | 01.10.1970        | Passau Ritter-von-Scheuring-Kaserne                                                | HSchKdo 18    | PiBtl 240  | 01.01.1972      | |
|               | lePiBtl 150 (n.A) | 01.10.1970        | MobStp Höxter                                                                      |               | PiBtl 150  | 31.10.1980      | |
|               | lePiBtl 340 (n.A) | 01.09.1970        | MobStp Emmerzhausen                                                                |               | PiBtl 340  | 30.09.1980      | |
|               | lePiBtl 240       | 01.01.1972        | Passau Ritter-von-Scheuring-Kaserne                                                |               | PiBtl 240  | 30.09.1981      | Einsatz Erdbebenkatastrophe Italien 1976/1980 Nach der Katastrophenhilfe wurden dem Bataillon die Medaille des Deutschen Heeres, Medaglia d' Oro al valore civile sowie der Medaglia d' Argento al valore civile verliehen |
|               | lePiBtl 250 (n.A) | 01.10.1970        | MobStp Schwabsberg                                                                 |               | PiBtl 250  | 30.09.1980      | |
|               | lePiBtl 511 (n.A) | 01.11.1962        | Hannover Scharnhorst-Kaserne (Aufstellungsort) Passau Ritter-von-Scheuring-Kaserne |               | PiBtl 240  | 30.09.1970      | |
|               | lePiBtl 537       | 16.10.1963        | Lübeck Trave-Kaserne                                                               |               | PiBtl 61   | 31.03.1970      | |
|               | lePiBtl 610       | 01.10.1973        | Lübeck Trave-Kaserne                                                               |               | PiBtl 61   | 30.09.1980      | |

### Panzerpionierbataillone
|                            | Bezeichnung           | Aufstellung (aus)                                                  | Standort                                                              | Unterstellung               | Verbleib                                         | Bemerkung                                                                   |
| -------------------------- | --------------------- | ------------------------------------------------------------------ | --------------------------------------------------------------------- | --------------------------- | ------------------------------------------------ | --------------------------------------------------------------------------- |
| Internes Verbandsabzeichen | PzPiBtl 1             | 1. Oktober 2002 (aus PiBtl 1)                                      | Holzminden                                                            | PzBrig 21                   | aktiv                                            |                                                                             |
|                            | PzPiBtl 3             | 1. August 1956                                                     | Schleswig (Kaserne Auf der Freiheit) ab 1958 Plön (Fünf-Seen-Kaserne) | 3. PzDiv                    | 1. März 1958 in ein PiBtl umgegliedert           | Wurde am 1. März 1958 in PiBtl 6 umbenannt und der 6. PzGrenDiv unterstellt |
| Internes Verbandsabzeichen | PzPiBtl 4             | 1. Juli 2003 (aus PiBtl 4)                                         | Bogen (Graf-Aswin-Kaserne                                             | 10. PzDiv                   | aktiv                                            |                                                                             |
|                            | PzPiBtl 5             | 1. August 1956                                                     | Dillingen ab November 1956 Hannoversch-Münden                         | 5. PzDiv                    | 1. Oktober 1958 in ein PiBtl umgegliedert        | Wurde am 1. Oktober in PiBtl 2 umbenannt und der 2. PzGrenDiv unterstellt   |
|                            | PzPiBtl 5             | 1. Oktober 1958 (aus Teilen des PzPiBtl 5, sPiBtl 717 und PiBtl 2) | Koblenz                                                               | 5. PzDiv                    | Wurde am 1. April 1959 in ein PiBtl umgegliedert | 1. April 1959 in PiBtl 5 umbenannt                                          |
| Internes Verbandsabzeichen | PzPiBtl 8             | 1. April 2024 (aus GebPiBtl 8)                                     | Ingolstadt (Pionierkaserne auf der Schanz)                            | PzBrig 12                   | aktiv                                            |                                                                             |
|                            | PzPiBtl 90 (GerEinh)  | 1. Juli 2003 (aus PiBrBtl 863 (GerEinh))                           | Munster (Hindenburg-Kaserne)                                          | PzLehrBrig 9                | (?) aufgelöst                                    |                                                                             |
|                            | PzPiBtl 130           | 1. Juli 2015 (aus schweres PiBtl 130)                              | Minden (Herzog-von-Braunschweig-Kaserne)                              | PzLehrBrig 9                | aktiv                                            |                                                                             |
|                            | PzPiBtl 200 (GerEinh) | 1. Juli 2003 (aus PiBtl 150 (GerEinh))                             | Holzminden (Medem-Kaserne)                                            | PzBrig 14                   | (?) aufgelöst                                    |                                                                             |
|                            | PzPiBtl 300 (GerEinh) | 1. Juli 2003 (aus PiBtl 761 (GerEinh))                             | Brannenburg (Karfreit-Kaserne)                                        | PzGrenBrig 30               | (?) aufgelöst                                    |                                                                             |
|                            | PzPiBtl 390 (GerEinh) | 1. Juli 2003 (aus PiBrBtl 270 (GerEinh))                           | Münchsmünster                                                         | JgBrig 37                   | (?) aufgelöst                                    |                                                                             |
|                            | PzPiBtl 510 (GerEinh) | 1. Juli 2003 (aus PiBtl 640 (GerEinh))                             | Kellinghusen (Liliencron-Kaserne)                                     | PzBrig 18                   | 2007 aufgelöst                                   |                                                                             |
|                            | PzPiBtl 670 (GerEinh) | 1. Juli 2003 (aus PiBrBtl 670 (GerEinh))                           | Albersdorf (Dithmarschen-Kaserne)                                     | PzBrig 8 dann PzGrenBrig 41 | aufgelöst Oktober 2008                           |                                                                             |
| Internes Verbandsabzeichen | PzPiBtl 701           | 1. April 2007 (aus PiBtl 701)                                      | Gera (Pionier-Kaserne)                                                | PzGrenBrig 37               | aktiv                                            |                                                                             |
|                            | PzPiBtl 760 (GerEinh) | 1. Juli 2003 (aus PiBtl 760 (GerEinh))                             | Bogen (Graf-Aswin-Kaserne)                                            | PzGrenBrig 38 (GerEinh)     | (?) aufgelöst                                    |                                                                             |
| Internes Verbandsabzeichen | PzPiBtl 801           | 1. Januar 2003 (aus PiBtl 801)                                     | Storkow (Kurmark-Kaserne)                                             | PzGrenBrig 41               | aufgelöst 31. Dezember 2006                      |                                                                             |
|                            | PzPiBtl 802 (GerEinh) | 1. Juli 2003 (aus PiBtl 802 (GerEinh))                             | Storkow (Kurmark-Kaserne)                                             | PzGrenBrig 40 dann 41       | aufgelöst Oktober 2008                           |                                                                             |
| Internes Verbandsabzeichen | PzPiBtl 803           | 1. Juli 2003 (aus sPiBtl 803)                                      | Havelberg (Elb-Havel-Kaserne)                                         | PzGrenBrig 41               | aktiv                                            |                                                                             |

### Brückenbataillone und selbstständige Kompanien
Schon 1956 wurden die ersten Schwimmbrückenkompanien aufgestellt. Zwischen 1959 und 1966 wurden viele der Kompanien in die neu aufgestellten schweren Pionierbataillone eingegliedert. Mit Einnahme der Heeresstruktur III Anfang der 1970er Jahre wurden die meisten Kompanien wieder herausgelöst und den neu aufgestellten Schwimmbrückenbataillonen der Korps unterstellt. Bei der Einnahme der Heeresstruktur IV wurden weitere Schwimmbrückenbataillonen aufgestellt, diesmal bei den Pionierkommandos der Territorialkommandos. 1991 wurden zwei weitere Schwimmbrückenbataillone bei den Pionierbrigaden der Wehrbereiche VII und VIII aufgestellt. 1993/94 wurden alle Schwimmbrückenbataillone entweder aufgelöst oder in Pionierbrückenbataillone umgegliedert und umbenannt.
- Schwimmbrückenbataillone in der Heeresstruktur III:  Alle Bataillone waren Geräteeinheiten mit einer aktiven 2. Kompanie. Die Schwimmbrückenbataillone der Korps entstanden aus Teilen der schweren Pionierbataillone. Die Bataillone erhielten die Nummern 60 beziehungsweise 60 und 70 als sechstes und siebtes Bataillon der Pionierkommandos der Korps. Die 5./sPiBtl X10 wurde zur 2./SchwBrBtl X60 und 5./sPiBtl X20 wurde zur 2./SchwBrBtl X70 beim I. und II. Korps (X steht für die Nummer des Korps). Das Schwimmbrückenbataillon 360 des 3. Korps entstand erst Ende der 1970er Jahre aus der Umbenennung des Schwimmbrückenbataillon 860. Bei den Territorialkommandos Nord und Süd wurden das Schwimmbrückenbataillon 810 (sPiRgt 80 unterstellt) und das Schwimmbrückenbataillon 860 (sPiRgt 85 unterstellt) mit der gleichen Gliederung aufgestellt. Die Ausstattung bei allen Bataillonen war 100 Meter Hohlplattenbrückengerät pro Kompanie.
Die Bataillone gliederten sich in:
  - Stab
  - 1. Stabs- und Versorgungskompanie (GerEinh)
  - 2. Schwimmbrückenkompanie (HP)
  - 3. Schwimmbrückenkompanie (HP) (GerEinh)
  - 4. Schwimmbrückenkompanie (HP) (GerEinh)
- Schwimmbrückenbataillone in der Heeresstruktur IV:  Die Schwimmbrückenbataillone der Korps wurden umgegliedert unter Beibehaltung der Nummerierung. Das Hohlplattenbrückengerät wurde in der 2. Kompanie zusammengeführt und blieb aktiv. Die nicht aktive 3.- und 4. Kompanie in eine Pionierkompanie (GerEinh) umgegliedert und die 5. neu aufgestellt. Beim Territorialkommando Nord wurde die 2. Kompanie des Schwimmbrückenbataillon 810 in eine nicht aktive Kompanie umgegliedert und ein zweites Bataillon als Geräteeinheit aufgestellt. Beim Territorialkommando Süd wurde das schwere Schwimmbrückenbataillon 880 in Schwimmbrückenbataillon 850 umbenannt und blieb teil aktiv. Bis 1985 wurden vier weitere Bataillone als Geräteeinheiten aufgestellt.
Die Grundgliederung der Bataillone war:
  - Stab
  - 1. Stabs- und Versorgungskompanie (GerEinh)
  - 2. Schwimmbrückenkompanie (HP)*
  - 3. Pionierkompanie (GerEinh)
  - 4. Pionierkompanie (GerEinh)
  - 5. Pionierkompanie (GerEinh)
- Die 2. Kompanie ist bei den Schwimmbrückenbataillonen 810, 811, 860, 861, 862 und 863 eine Geräteeinheit.
- Ausnahme beim Territorialkommando Schleswig-Holstein:
1981 wurde das teil aktive Schwimmbrückenbataillon 660 aufgestellt. Die 1./Stabs- und Versorgungskompanie, 2./ Schwimmbrückenkompanie mit Hohlplattenbrückengerät und 6./Schwimmbrückenkompanie mit SE-Brückengerät waren teil aktiv, die 3./, 4./- und 5./Pionierkompanie waren nicht aktiv. Das SchwBrBtl 670 (GerEinh) wurde erst 1989 aus der schweren Schwimmbrückenkompanie 631 (GerEinh) aufgestellt. Das Bataillon gliedert sich in Stabs- und Versorgungskompanie, einer Transportkompanie und drei Schwimmbrückenkompanien mit Hohlplattenbrückengerät. Beide Bataillone waren im Frieden dem Verfügungstruppenkommando 41 und im V-Fall dem Pionierregiment 60 unterstellt.

|                                                                                       | Bezeichnung                                                                           | Aufstellung (aus)                                                                     | Standort                                                                              | Unterstellung                                                                         | Verbleib                                                                              | Bemerkung |
| Schwimmbrückenbataillone ab der Heeresstruktur III bis zum Ende der Heeresstruktur IV | Schwimmbrückenbataillone ab der Heeresstruktur III bis zum Ende der Heeresstruktur IV | Schwimmbrückenbataillone ab der Heeresstruktur III bis zum Ende der Heeresstruktur IV | Schwimmbrückenbataillone ab der Heeresstruktur III bis zum Ende der Heeresstruktur IV | Schwimmbrückenbataillone ab der Heeresstruktur III bis zum Ende der Heeresstruktur IV | Schwimmbrückenbataillone ab der Heeresstruktur III bis zum Ende der Heeresstruktur IV | Schwimmbrückenbataillone ab der Heeresstruktur III bis zum Ende der Heeresstruktur IV |
| ------------------------------------------------------------------------------------- | ------------------------------------------------------------------------------------- | ------------------------------------------------------------------------------------- | ------------------------------------------------------------------------------------- | ------------------------------------------------------------------------------------- | ------------------------------------------------------------------------------------- | --- |
|                                                                                       | Schwimmbrückenbataillon 160 (GerEinh)                                                 | 1. April 1971                                                                         | Minden                                                                                | PiKdo 1                                                                               | 30. September 1993 aufgelöst                                                          | Die 5./sPiBtl 110 wurde als 2. Kompanie in das SchwBrBtl 160 (GerEinh) eingegliedert und blieb aktiv; Das Material war im Mobilmachungsstützpunkt Minden eingelagert; Die 2. Kompanie wurde ab 1. Oktober 1993 in das PiBrBtl 130 als 4. Kompanie eingegliedert, die anderen Teile in PiBrBtl 160 (GerEinh) umgegliedert und umbenannt                                      |
|                                                                                       | Schwimmbrückenbataillon 170 (GerEinh)                                                 | 1. Oktober 1971                                                                       | Dünsen                                                                                | PiKdo 1                                                                               | 30. Juni 1993 aufgelöst                                                               | Die 5./sPiBtl 120 wurde als 2. Kompanie in das SchwBrBtl 170 (GerEinh) eingegliedert und blieb aktiv, sie war in der Niedersachsen-Kaserne in Barme stationiert; Das Material war im Mobilmachungsstützpunkt Dünsen eingelagert; |
|                                                                                       | Schwimmbrückenbataillon 260 (GerEinh)                                                 | 1. Oktober 1971                                                                       | Ingolstadt                                                                            | PiKdo 2                                                                               | 30. September 1993 aufgelöst                                                          | Die 5./sPiLehrBtl 210 wurde als 2. Kompanie in das SchwBrBtl 260 (GerEinh) eingegliedert und blieb aktiv; Die 2. Kompanie wurde ab 1. Oktober 1993 in das PiBrLehrBtl 230 als 4. Kompanie eingegliedert, die anderen Teile wurden aufgelöst |
|                                                                                       | Schwimmbrückenbataillon 270 (GerEinh)                                                 | 1. Oktober 1971                                                                       | Neuenhinzenhausen                                                                     | PiKdo 2                                                                               | 1. Oktober 1993 umbenannt                                                             | Die 6./sPiLehrBtl 210 wurde als 2. Kompanie in das SchwBrBtl 270 (GerEinh) eingegliedert und blieb aktiv, sie war in Ingolstadt stationiert; Am 1. Oktober 1975 wurde die 2. Kompanie zur PzPiKp 280 umgegliedert; Das Material war im Mobilmachungsstützpunkt Neuenhinzenhausen eingelagert; Das Bataillon wurde in PiBrBtl 270 (GerEinh) umgegliedert und umbenannt       |
|                                                                                       | Schwimmbrückenbataillon 360 (Teilaktiv)                                               | 1. Oktober 1979 (aus SchwBrBtl 860 (GerEinh) und sSchwBrKp 724)                       | Koblenz ab 1987 Speyer                                                                | PiKdo 3                                                                               | 30. September 1993 aufgelöst                                                          | Die sSchwBrKp 724 wurde als 2. Kompanie in das SchwBrBtl 360 (GerEinh) eingegliedert und blieb aktiv; Das Material war im Mobilmachungsstützpunkt Koblenz eingelagert; Die 2. Kompanie wurde ab 1. Oktober 1993 in das PiBrBtl 330 als 3. Kompanie eingegliedert, die anderen Teile wurden aufgelöst                                                                        |
|                                                                                       | Schwimmbrückenbataillon 660 (GerEinh)                                                 | 1. April 1981 (aus SE-SchwBrKp 621 (GerEinh))                                         | Schleswig                                                                             | VfgTrKdo 41                                                                           | 31. März 1993 aufgelöst                                                               | Die SE-SchwBrKp 621 wurde als 6. Kompanie in das SchwBrBtl 660 (GerEinh) eingegliedert; Die 1.-, 2.- und 6. Kompanie waren teilgekadert; Das Material war im Mobilmachungsstützpunkt Schleswig eingelagert |
|                                                                                       | Schwimmbrückenbataillon 670 (GerEinh)                                                 | 1. April 1989 (aus sSchwBrKp 631 (GerEinh))                                           | Albersdorf                                                                            | VfgTrKdo 41                                                                           | 1. April 1993 umbenannt                                                               | Das Material war im Mobilmachungsstützpunkt Albersdorf eingelagert; Wurde in PiBrBtl 670 (GerEinh) umgegliedert und umbenannt |
|                                                                                       | Schwimmbrückenbataillon 810 (GerEinh)                                                 | 1. Oktober 1971 (aus SchwBrKp 722 und FährKp 730 (GerEinh))                           | Kranenburg                                                                            | PiKdo 800                                                                             | 1. April 1993 umbenannt                                                               | Die SchwBrKp 722 wurde als 2. Kompanie in das SchwBrBtl 810 (GerEinh) eingegliedert und blieb aktiv; sie war in der Moritz von Nassau-Kaserne in Emmerich stationiert; Das Material war im Mobilmachungsstützpunkt Kranenburg eingelagert; Die 2. Kompanie wurde 1980 in eine Geräteeinheit umgegliedert; Ab April 1993 in PiBrBtl 810 (GerEinh) umgegliedert und umbenannt |
|                                                                                       | Schwimmbrückenbataillon 811 (GerEinh)                                                 | 1982                                                                                  | Kranenburg                                                                            | PiKdo 800                                                                             | 31. März 1993 aufgelöst                                                               | Das Material war im Mobilmachungsstützpunkt Kranenburg eingelagert |
|                                                                                       | Schwimmbrückenbataillon 850                                                           | 1980 (aus sSchwBrBtl 880 (GerEinh))                                                   | Pfungstadt                                                                            | PiKdo 850                                                                             | 30. September 1993 aufgelöst                                                          | Das Material war im Mobilmachungsstützpunkt Pfungstadt eingelagert |
|                                                                                       | Schwimmbrückenbataillon 860 (GerEinh)                                                 | 1. Oktober 1983 (aus sSchwBrKp 862 (GerEinh))                                         | Ludwigsburg                                                                           | PiKdo 850                                                                             | 31. März 1993 aufgelöst                                                               | Das Material war im Mobilmachungsstützpunkt Ludwigsburg eingelagert |
|                                                                                       | Schwimmbrückenbataillon 861 (GerEinh)                                                 | 1. April 1984                                                                         | Worms                                                                                 | PiKdo 850                                                                             | 1. April 1993 umbenannt                                                               | Das Material war im Mobilmachungsstützpunkt Worms eingelagert; Ab April 1993 in PiBrBtl 861 (GerEinh) umgegliedert und umbenannt |
|                                                                                       | Schwimmbrückenbataillon 862 (GerEinh)                                                 | 1. Oktober 1979                                                                       | Haiger                                                                                | PiKdo 850                                                                             | 31. März 1993 aufgelöst                                                               | Das Material war im Mobilmachungsstützpunkt Haiger eingelagert |
|                                                                                       | Schwimmbrückenbataillon 863 (GerEinh)                                                 | 1. Januar 1985                                                                        | Gau-Algesheim                                                                         | Pikdo 850                                                                             | 1. Oktober 1993 umbenannt                                                             | Das Material war im Mobilmachungsstützpunkt Gau-Algesheim eingelagert; Ab Oktober 1993 in PiBrBtl 863 (GerEinh) umgegliedert und umbenannt |
| Schwimmbrückenkompanien der WHNS in der Heeresstruktur IV                             |                                                                                       |                                                                                       |                                                                                       |                                                                                       |                                                                                       | |
|                                                                                       | Schwimmbrückenkompanie 4401 (GerEinh) WHNS                                            | 1. Oktober 1987                                                                       | Speyer                                                                                | UKdo 4                                                                                | 30. Juni 1992 aufgelöst                                                               | Die Kompanie wurde durch Übernahme von Personal und Material der 8591th Civilian Support Group aus Schwetzingen aufgestellt; Das Material war im Mobilmachungsstützpunkt Speyer eingelagert |
|                                                                                       | Schwimmbrückenkompanie 4501 (GerEinh) WHNS                                            | 1987                                                                                  | Bruchsal                                                                              | UKdo 5                                                                                | 30. Juni 1992 aufgelöst                                                               | Die Kompanie wurde durch Übernahme von Personal und Material der 8594th Civilian Support Group aus Karlsruhe aufgestellt; Das Material war im Mobilmachungsstützpunkt Bruchsal eingelagert |
| Schwimmbrückenbataillone im Wehrbereich Ost                                           |                                                                                       |                                                                                       |                                                                                       |                                                                                       |                                                                                       | |
|                                                                                       | Schwimmbrückenbataillon 703                                                           | 1. Oktober 1991 (aus Pontonregiment 3 NVA)                                            | Dessau-Roßlau                                                                         | PiBrig 70                                                                             | 1. Januar 1994 umgegliedert                                                           | Ab Januar 1994 in PiBrBtl 703 umgegliedert und umbenannt |
|                                                                                       | Schwimmbrückenbataillon 803                                                           | 1. Oktober 1991 (aus Pontonregiment 5 NVA)                                            | Havelberg                                                                             | PiBrig 80                                                                             | 1. Januar 1994 umgegliedert                                                           | Ab Januar 1994 in PiBrBtl 803 umgegliedert und umbenannt |
| Schwimmbrückenkompanien                                                               |                                                                                       |                                                                                       |                                                                                       |                                                                                       |                                                                                       | |
|                                                                                       | Schwimmbrückenkompanie 101                                                            | 1. März 1959                                                                          | Minden                                                                                | Korps-PiKdr 1                                                                         | 1. April 1964 umgegliedert                                                            | Wurde als 5. Kompanie in das sPiBtl 110 eingegliedert |
|                                                                                       | Schwimmbrückenkompanie 102                                                            |                                                                                       | Meppen                                                                                | Korps-PiKdr 1                                                                         | 1. Oktober 1964 umgegliedert                                                          | Wurde als 5. Kompanie in das sPiBtl 120 eingegliedert |
|                                                                                       | SchwBrKp 103                                                                          |                                                                                       | Meppen                                                                                |                                                                                       | aufgelöst                                                                             | |
|                                                                                       | Schwimmbrückenkompanie 104                                                            |                                                                                       |                                                                                       |                                                                                       | 1. Oktober 1964 umgegliedert                                                          | Wurde als 6. Kompanie in das sPiBtl 120 eingegliedert |
|                                                                                       | Schwimmbrückenlehrkompanie 201                                                        | 1959 (aus SchwBrKp 734)                                                               | Ingolstadt                                                                            | PiLehrRgt                                                                             | 1. Oktober 1964 umbenannt                                                             | Wurde als 5. Kompanie in das sPiLehrBtl 210 eingegliedert |
|                                                                                       | Schwimmbrückenkompanie 202                                                            | 1. März 1959 (aus PiLehrBtl)                                                          |                                                                                       | PiLehrRgt                                                                             | 1. Oktober 1964 umbenannt                                                             | Wurde als 6. Kompanie in das sPiLehrBtl 210 eingegliedert |
|                                                                                       | Schwimmbrückenkompanie 203 (GerEinh)                                                  |                                                                                       |                                                                                       | Korps-PiKdr 2                                                                         | 1. September 1966 umbenannt                                                           | Wurde in das sPiBtl 220 (GerEinh) eingegliedert |
|                                                                                       | Schwimmbrückenkompanie 204 (GerEinh)                                                  |                                                                                       |                                                                                       | Korps-PiKdr 2                                                                         | 1. September 1966 umbenannt                                                           | Wurde in das sPiBtl 220 (GerEinh) eingegliedert |
|                                                                                       | Schwimmbrückenkompanie 205 (GerEinh)                                                  |                                                                                       |                                                                                       | Korps-PiKdr 2                                                                         | 1. September 1966 umbenannt                                                           | Wurde in das sPiBtl 220 (GerEinh) eingegliedert |
|                                                                                       | SchwBrKp 301                                                                          | 1. April 1965 aus SchwBrKp 735                                                        | Dillingen                                                                             |                                                                                       | am 1. Juli 1972 umbenannt in SchwBrKp 360                                             | |
|                                                                                       | SchwBrKp 360                                                                          | 1. Juli 1972 aus SchwBrKp 360                                                         |                                                                                       |                                                                                       | am 1. Oktober 1975 umgegliedert in PzPiKp 340                                         | |
|                                                                                       | schweres Schwimmbrückenkompanie 631 (GerEinh)                                         | 1. Oktober 1971 (aus sSchwBrKp 710 (GerEinh))                                         | Burg/Dithmarschen                                                                     | VfgTrKdo 41                                                                           | 1. April 1989 eingegliedert                                                           | |
|                                                                                       | SchwBrKp 734                                                                          | 1. Mai 1956                                                                           | Brannenburg ab Januar 1957 Dillingen ab Dezember 1957 Ingolstadt                      | PiBtl 4                                                                               | 1959 umbenannt                                                                        | Wurde in SchwBrLehrKp 201 umbenannt |
|                                                                                       | SchwBrKp 735                                                                          | 1. August 1956                                                                        | Dillingen                                                                             |                                                                                       | am 1. April 1965 umbenannt                                                            | in SchwBrKp 301 |

### Pionierbrückenbataillone
Die Pionierbrückenbataillone wurden in der Heeresstruktur 5 (N) aufgestellt. Sie wurden aus verschiedenen Pioniereinheiten gebildet. Es gab jeweils ein aktives und nicht aktives Bataillon und sie unterstanden jeweils einer Pionierbrigade. Das aktive war von der Ausstattung wie das jeweilige nicht aktive Bataillon der Pionierbrigade. Die Gliederung sah eine Stabs- und Versorgungskompanie, eine technische Kompanie, eine Feldersatzkompanie und drei Schwimmbrückenkompanien vor. Die Ausstattung der einzelnen Schwimmbrückenkompanien war von Bataillon zu Bataillon verschieden. Jedes Bataillon hatte eine Kompanie mit Hohlplattengerät und eine mit Faltschwimmbrückengerät. Die 3. Kompanie war unterschiedlich entweder eine 2. mit Faltschwimmbrückengerät oder mit Amphibischen Gerät. Die Nummer des Bataillons ist die gleiche wie das Bataillon aus dem es entstanden ist (z. B. PiBrBtl 130 war das AmphPiBtl 130, PiBrBtl 160 (GerEinh) war das SchwBrBtl 160 (GerEinh) usw.). Die Pionierbrigade 50 hatte in der Heeresstruktur 5 (N) keine Pionierbrückenbalaillone, stattdessen ein aktives und nicht aktives PiBtl zusätzlich. Schon drei Jahre später, bei der Einnahme der Heeresstruktur „NHFNA“ 1997, wurden alle aktiven Pionierbrückenbataillone in schwere Pionierbataillone umgegliedert und umbenannt. Die Geräteeinheiten existierten bis zur Heeresstruktur „Heer der Zukunft“, 2002. Das war das Ende aller Pionierbrückenbataillone.
|  | Bezeichnung                           | Aufstellung (aus)                                      | Standort                        | Unterstellung                     | Verbleib                     | Bemerkung |
|  | ------------------------------------- | ------------------------------------------------------ | ------------------------------- | --------------------------------- | ---------------------------- | --- |
|  | Pionierbrückenbataillon 130           | 1. Oktober 1993 (aus AmphPiBtl 130)                    | Minden                          | PiBrig 20                         | 1. Oktober 1996 umgegliedert | Ab Oktober 1996 in sPiBtl 130 umgegliedert und umbenannt                                                                    |
|  | Pionierbrückenbataillon 140           | 1. Oktober 1993 (aus PiBtl 140)                        | Emmerich am Rhein               | PiBrig 30                         | 1. April 1997 umgegliedert   | Ab April 1997 in sPiBtl 140 umgegliedert und umbenannt                                                                      |
|  | Pionierbrückenbataillon 160 (GerEinh) | 1. Oktober 1993 (aus SchwBrBtl 160 (GerEinh))          | Minden                          | PiBrig 20                         | 2002 umgegliedert            | Das Material war im Mobilmachungsstützpunkt Minden eingelagert; Ab 2002 in sPiBtl 160 (GerEinh) umgegliedert und umbenannt  |
|  | Pionierbrückenlehrbataillon 230       | 1. Oktober 1993 (aus AmphPiBtl 230)                    | Ingolstadt                      | PiLehrBrig 60                     | 1. April 1997 umgegliedert   | Ab April 1997 in sPiLehrBtl 230 umgegliedert und umbenannt                                                                  |
|  | Pionierbrückenbataillon 270 (GerEinh) | 1993 (aus SchwBrBtl 270 (GerEinh))                     | Münchsmünster                   | PiLehrBrig 60                     | aufgelöst 2008               | Das Material war im Mobilmachungsstützpunkt Münchsmünster eingelagert                                                       |
|  | Pionierbrückenbataillon 330           | 1. Oktober 1993 (aus AmphPiBtl 330)                    | Speyer                          | PiBrig 40                         | 1. April 1997 umgegliedert   | Ab April 1997 in sPiBtl 330 umgegliedert und umbenannt                                                                      |
|  | Pionierbrückenbataillon 703           | 1. April 1994 (aus SchwBrBtl 703)                      | Dessau-Roßlau                   | PiBrig 70                         | 1. April 1997 umgegliedert   | Ab April 1997 in sPiBtl 703 umgegliedert und umbenannt                                                                      |
|  | Pionierbrückenbataillon 704 (GerEinh) | 1. Oktober 1999 (Neuaufstellung)                       | Brück                           | PiBrig 70                         | 2002 umgegliedert            | Das Material war im Mobilmachungsstützpunkt Brück eingelagert; Ab 2002 in sPiBtl 704 (GerEinh) umgegliedert und umbenannt   |
|  | Pionierbrückenbataillon 620           | 1. Februar 1993 (aus SchwBrBtl 660 (TA) und PiBtl 620) | Schleswig                       | PiBrig 10 ab April 1997 PiBrig 20 | 1. April 1997 umgegliedert   | Ab April 1997 in PiBtl 620 umgegliedert, umbenannt und der PiBrig 20 unterstellt                                            |
|  | Pionierbrückenbataillon 670 (GerEinh) | 1. April 1993 (aus SchwBrBtl 670 (GerEinh))            | Albersdorf                      | PiBrig 10 ab April 1997 PiBrig 80 |                              | Ab April 1997 der PiBrig 80 unterstellt                                                                                     |
|  | Pionierbrückenbataillon 803           | 1. Januar 1994 (aus SchwBrBtl 803)                     | Havelberg                       | PiBrig 80                         | 1. April 1997 umgegliedert   | Ab April 1997 in sPiBtl 803 umgegliedert und umbenannt                                                                      |
|  | Pionierbrückenbataillon 810 (GerEinh) | 1. April 1993 (aus SchwBrBtl 810 (GerEinh))            | Kranenburg                      | PiBrig 30                         | 2002 umbenannt               | Das Material war im Mobilmachungsstützpunkt Kranenburg eingelagert; Ab 2002 in PiBtl 810 umgegliedert und umbenannt         |
|  | Pionierbrückenbataillon 861 (GerEinh) | 1. Oktober 1997 (aus PiBtl 861 (GerEinh))              | Volkach ab April 1999 Speyer    | PiBrig 50                         | 2002 umbenannt               | Das Material war im Mobilmachungsstützpunkt Volkach eingelagert; Ab 2002 in sPiBtl 861 (GerEinh) umgegliedert und umbenannt |
|  | Pionierbrückenbataillon 863 (GerEinh) | 1. April 1993 (aus SchwBrBtl 863 (GerEinh))            | Oftersheim ab April 1999 Speyer | PiBrig 40                         | Auflösung:30.06.2003         | Das Material war von 1993 bis 1999 im Mobilmachungsstützpunkt Muggensturm eingelagert, danach in Speyer (Kurpfalz-Kaserne)  |

### Schwere Pionierbataillone
|                                                                                     | Bezeichnung                                                                         | Aufstellung (aus)                                                                   | Standort                                                                            | Unterstellung                                                                       | Verbleib                                                                            | Bemerkung |
| Schwere Pionierbataillone von den Anfangsjahren bis zum Ende der Heeresstruktur III | Schwere Pionierbataillone von den Anfangsjahren bis zum Ende der Heeresstruktur III | Schwere Pionierbataillone von den Anfangsjahren bis zum Ende der Heeresstruktur III | Schwere Pionierbataillone von den Anfangsjahren bis zum Ende der Heeresstruktur III | Schwere Pionierbataillone von den Anfangsjahren bis zum Ende der Heeresstruktur III | Schwere Pionierbataillone von den Anfangsjahren bis zum Ende der Heeresstruktur III | Schwere Pionierbataillone von den Anfangsjahren bis zum Ende der Heeresstruktur III |
| ----------------------------------------------------------------------------------- | ----------------------------------------------------------------------------------- | ----------------------------------------------------------------------------------- | ----------------------------------------------------------------------------------- | ----------------------------------------------------------------------------------- | ----------------------------------------------------------------------------------- | --- |
|                                                                                     | Schweres Pionierbataillon 110                                                       | 1. April 1959 (aus PiBtl 1)                                                         | Minden                                                                              | Korps PiKdr 1                                                                       | 1979 umbenannt                                                                      | Wurde in PiBtl 110 umgegliedert und umbenannt |
|                                                                                     | Schweres Pionierbataillon 120                                                       | 16. Oktober 1964                                                                    | Dörverden-Barme                                                                     | Korps PiKdr 1                                                                       | 1. August 1980 umbenannt                                                            | Das Bataillon wurde aus Teilen der 1./ und 4./sPiBtl 110, SchwBrKp 102 und 104, und der PiMaschKp 108 neu aufgestellt; Die AmphPiKp 102 und AusbKp 6/I waren dem Bataillon unterstellt; Wurde in PiBtl 110 umgegliedert und umbenannt |
|                                                                                     | Schweres Pionierlehrbataillon 210                                                   | März 1959 (aus PiLehrBtl)                                                           | München                                                                             | PiLehrRgt                                                                           | 1. April 1981 umbenannt                                                             | Wurde in PiLehrBtl 220 umgegliedert und umbenannt |
|                                                                                     | Schweres Pionierbataillon 220 (GerEinh)                                             | 1. September 1966 (aus SchwBrKp 203, 204 und 205 (GerEinh))                         | Neuen Hinzenhausen ab 1976 Hemau                                                    | Korps PiKdr 2                                                                       | 20. Juni 1981 aufgelöst                                                             | |
|                                                                                     | Schweres Pionierbataillon 310                                                       | 1. November 1961                                                                    | Koblenz                                                                             | Korps PiKdr 3                                                                       | 1979 umbenannt                                                                      | Aus der Abstellung von 10 Pioniertruppenteilen des I. und III. Korps neu aufgestellt; Wurde in PiBtl 310 umgegliedert und umbenannt                                                                                                   |
|                                                                                     | Schweres Pionierbataillon 320                                                       | 1966 (aus PiBtl 350 (GerEinh))                                                      | Stadtallendorf                                                                      | Korps PiKdr 3                                                                       | 1. Oktober 1980 umbenannt                                                           | Wurde in PiBtl 350 (GerEinh) umgegliedert und umbenannt |
|                                                                                     | Schweres Pionierbataillon 620                                                       | 1. April 1971 (aus sPiBtl (TV) 718)                                                 | Schleswig                                                                           | sPiRgt 60 (GerEinh)                                                                 | 1. April 1981 umbenannt                                                             | Wurde in PiBtl 620 umgegliedert und umbenannt |
|                                                                                     | Schweres Pionierbataillon 630 (GerEinh)                                             | 1. April 1971 (Neuaufstellung)                                                      | Burg/Dithmarschen                                                                   | sPiRgt 60 (GerEinh)                                                                 | 1. April 1981 umbenannt                                                             | Wurde in PiBtl 630 (GerEinh)umgegliedert und umbenannt |
|                                                                                     | Schweres Pionierbataillon 670 (GerEinh)                                             | 1. April 1960                                                                       | Emden                                                                               | sPiRgt 60 (GerEinh)                                                                 | 1. April 1981 umbenannt                                                             | Wurde in ABC AbwehrKp 110 (GerEinh) umgegliedert und umbenannt |
|                                                                                     | Schweres Pionierbataillon (TV) 716                                                  | 1. August 1961                                                                      | Köln-Longerich ab 1969 Emmerich                                                     | sPiRgt (TV) 705                                                                     | 1. Oktober 1971 umbenannt                                                           | Wurde in sPiBtl 800 umgegliedert und umbenannt |
|                                                                                     | Schweres Pionierbataillon (TV) 717                                                  | 16. Mai 1957 (aus PiBtl KOBLENZ)                                                    | Koblenz-Metternich                                                                  | sPiRgt (TV) 706                                                                     | 1. April 1971 umbenannt                                                             | Wurde in PiBtl 850 umgegliedert und umbenannt |
|                                                                                     | Schweres Pionierbataillon (TV) 718                                                  | Mai 1957                                                                            | Koblenz-Metternich ab Mitte 1957Köln-Longerich ab März 1958 Schleswig               | (?)                                                                                 | 1. April 1971 umbenannt                                                             | Wurde in sPiBtl 620 umgegliedert und umbenannt |
|                                                                                     | Schweres Pionierbataillon (TV) 719                                                  | 1. November 1957                                                                    | Köln-Longerich                                                                      | sPiRgt (TV) 705                                                                     | 1. April 1970 umbenannt                                                             | Wurde in lePiBtl 15 umgegliedert und umbenannt |
|                                                                                     | Schweres Pionierbataillon 721 (GerEinh)                                             | 1971                                                                                | Hage                                                                                | VBK 24                                                                              | 1981 umbenannt                                                                      | Wurde in PiBtl 721 (GerEinh) umgegliedert und umbenannt |
|                                                                                     | Schweres Pionierbataillon 723 (GerEinh)                                             | 1963                                                                                | Verden                                                                              | VBK 25                                                                              | 1981 umbenannt                                                                      | Wurde in PiBtl 722 (GerEinh) umgegliedert und umbenannt |
|                                                                                     | Schweres Pionierbataillon 725 (GerEinh)                                             | 1968 (aus BauPiBtl 720 (GerEinh))                                                   | Meppen                                                                              | VBK 21                                                                              | 1. April 1982 umbenannt                                                             | Wurde in PiBtl 720 (GerEinh) umgegliedert und umbenannt |
|                                                                                     | Schweres Pionierbataillon 731 (GerEinh)                                             | 1. September 1966 (Neuaufstellung)                                                  | Nütterden                                                                           | WBK III                                                                             | 1981 umbenannt                                                                      | Wurde in PiBtl 731 (GerEinh) umgegliedert und umbenannt |
|                                                                                     | Schweres Pionierbataillon 740 (GerEinh)                                             | 1973 (aus PiBtl 870 (GerEinh))                                                      | Bad Dürkheim                                                                        | VBK 45                                                                              | 1. Oktober 1982 umbenannt                                                           | Wurde in PiBtl 742 umgegliedert und umbenannt |
|                                                                                     | Schweres Pionierbataillon 750 (GerEinh)                                             | 1. Mai 1967 (aus BauPiBtl 751(GerEinh))                                             | Ludwigsburg                                                                         | VBK 51                                                                              | 1. April 1982 umbenannt                                                             | Wurde in PiBtl 750 (GerEinh) umgegliedert und umbenannt |
|                                                                                     | Schweres Pionierbataillon 760 (GerEinh)                                             | 1. Mai 1967 (aus PiBtl 760 (GerEinh))                                               | Baar-Ebenhausen                                                                     | VBK 65 ab Oktober 1973 sPiRgt 760 (GerEinh)                                         | 1. April 1981 umbenannt                                                             | Wurde in PiBtl 760 (GerEinh) umgegliedert und umbenannt |
|                                                                                     | Schweres Pionierbataillon 800                                                       | 1. April 1971 (aus sPiBtl (TV) 716)                                                 | Emmerich                                                                            | sPiRgt 80                                                                           | 1. Juli 1980 umbenannt                                                              | Wurde in PiBtl 140 umgegliedert und umbenannt |
|                                                                                     | Schweres Pionierbataillon 850                                                       | 1. April 1971 (aus sPiBtl (TV) 717)                                                 | Koblenz-Metternich                                                                  | sPiRgt 85                                                                           | 1. Oktober 1979 umbenannt                                                           | Wurde in PiBtl 320 umgegliedert und umbenannt |
| Schwere Pionierbataillone ab der Heeresstruktur „NHFNA“                             |                                                                                     |                                                                                     |                                                                                     |                                                                                     |                                                                                     | |
|                                                                                     | Schweres Pionierbataillon 130                                                       | 1. Oktober 1996 (aus PiBrBtl 130)                                                   | Minden                                                                              | PiBrig 20 ab 2002 PiBrig 100 ab 2007 PiRgt 100                                      | 2015 unbenannt                                                                      | Umgliederung in PzPiBt 130 |
|                                                                                     | Schweres Pionierbataillon 140                                                       | 1. April 1997 (aus PiBrBtl 140)                                                     | Emmerich                                                                            | PiBrig 30 ab 2002 PiBrig 100                                                        | 2002 umbenannt                                                                      | Wurde 2002 in PiBtl 140 umgegliedert und umbenannt |
|                                                                                     | Schweres Pionierbataillon 330                                                       | 1. April 1997 (aus PiBrBtl 330)                                                     | Speyer                                                                              | PiBrig 40                                                                           | 1. April 2003 umbenannt                                                             | Das Bataillon wurde in die Streitkräftebasis überführt und in das SpezPiBtl 464 umgegliedert und umbenannt |
|                                                                                     | Schweres Pionierbataillon 12                                                        | 1. April 1997 (aus PiBtl 12)                                                        | Volkach (Mainfranken-Kaserne)                                                       | PiBrig 50 ab 2002 PiBrig 100                                                        | 31. März 2006 aufgelöst                                                             | |
|                                                                                     | Schweres Pionierlehrbataillon 230                                                   | 1. April 1997 (aus PiBrLehrBtl 230)                                                 | Ingolstadt                                                                          | PiLehrBrig 60                                                                       | aufgelöst                                                                           | |
|                                                                                     | Schweres Pionierbataillon 703                                                       | 1. April 1997 (aus PiBrBtl 703)                                                     | Dessau                                                                              | PiBrig 70                                                                           | 1. Januar 2003 umbenannt                                                            | Das Bataillon wird in die Streitkräftebasis überführt und in das SpezPiBtl 174 umgegliedert und umbenannt |
|                                                                                     | Schweres Pionierbataillon 803                                                       | 1. April 1997 (aus PiBrBtl 803)                                                     | Havelberg                                                                           | PiBrig 80 ab 2002 PzGrenBrig 1                                                      | 2003 umbenannt                                                                      | Wurde 2003 in PzPiBtl 803 umgegliedert und umbenannt |
|                                                                                     | Schweres Pionierbataillon 160 (GerEinh)                                             | 2002 (aus PiBrBtl 160 (GerEinh))                                                    | Minden                                                                              | PiBrig 100                                                                          | aufgelöst                                                                           | |
|                                                                                     | Schweres Pionierbataillon 861 (TA)                                                  | 2002 (aus PiBrBtl 861 (GerEinh))                                                    | Volkach                                                                             | PiBrig 100                                                                          | 2006 aufgelöst                                                                      | |
|                                                                                     | Schweres Pionierbataillon 704 (GerEinh)                                             | 2002 (aus PiBrBtl 704 (GerEinh))                                                    | Volkach                                                                             | PiBrig 100                                                                          | aufgelöst                                                                           | |
| Internes Verbandsabzeichen                                                          | Schweres Pionierbataillon 901 (TA)                                                  | 01.07.2015 Aufstellung                                                              | Havelberg                                                                           | 1. Panzerdivision                                                                   | Teilaktiv                                                                           | Teil Aktiv (3 Kompanien aktiv in Havelberg, Minden und Bogen) |

### Pipelinepioniere
Die Truppenteile der Pipelinepioniere waren in der Heeresstruktur IV bei den Pipelinepionierregimentern 80 und 85 sowie beim Pionierregiment 60 angesiedelt, die ihrerseits bei den Territorialkommandos Nord und Territorialkommando Süd sowie Territorialkommando Schleswig-Holstein des Territorialheeres angesiedelt waren. Hauptaufgabe war Betrieb, Bau, Wartung und Instandsetzung der NATO-Pipeline, die strategische Bedeutung zur Versorgung der NATO-Truppen auf dem Gebiet der Bundesrepublik hatte. An den Anfangsziffern der Bezeichnung dieser Truppenteile konnte man die Zugehörigkeit zu einem der Regimenter ablesen (60=Pionierregiment 60; 80=Pipelinepionierregiment 80; 85=Pipelinepionierregiment 85).
|                            | Bezeichnung                            | Aufstellung (aus)                             | Standort                                                 | Unterstellung                               | Verbleib                     | Bemerkung |
| -------------------------- | -------------------------------------- | --------------------------------------------- | -------------------------------------------------------- | ------------------------------------------- | ---------------------------- | --- |
|                            | Pipelinepionierbataillon 600 (GerEinh) | 1. April 1982 (Neuaufstellung)                | Idstedt                                                  | VfgTrKdo 41                                 | 31. März 1993 aufgelöst      | Das Material war im Mobilmachungsstützpunkt Idstedt eingelagert; Das Bataillon war im Frieden dem Verfügungstruppenkommando 41 und im V-Fall dem Pionierregiment 60 unterstellt |
| Internes Verbandsabzeichen | Pipelinepionierkompanie 601            | 1. April 1982 (aus PplPiKp 641)               | Schleswig                                                | VfgTrKdo 41                                 | 1. April 1993 umgegliedert   | Die Kompanie war im Frieden dem Verfügungstruppenkommando 41 und im V-Fall dem Pionierregiment 60 unterstellt; Sie bildete den Kader zum Aufwuchs des PplPiBtl 600; bei Aktivierung des PplPiBtl 600, wird im V-Fall die PplPiKp 601 deaktiviert; Ab April 1993 wurde sie in Technische Spezialkompanie (Pipelinepioniere) 601 umbenannt |
|                            | Pipelinepionierbataillon 800 (TA)      | 1. Oktober 1981 (aus PplPiBtl 840)            | Wuppertal-Elberfeld                                      | PiKdo 800                                   | 30. September 1993           | Sie bildete den Kader zum Aufwuchs des PplPiRgt 80; bei Aktivierung des PplPiRgt 80, wird im V-Fall das PplPiBtl 800 deaktiviert; |
|                            | Pipelinepionierbataillon 801 (GerEinh) | 1. Oktober 1981 (Neuaufstellung)              | Wuppertal-Elberfeld                                      | PplPiRgt 80                                 | 30. September 1993 aufgelöst | Das Material war im Mobilmachungsstützpunkt Wuppertal in der Generaloberst-Hoepner-Kaserne eingelagert |
|                            | Pipelinepionierbataillon 802 (GerEinh) | 1. Oktober 1981 (Neuaufstellung)              | Uedem                                                    | PplPiRgt 80                                 | 31. März 1993 aufgelöst      | Das Material war im Mobilmachungsstützpunkt Uedem eingelagert |
|                            | Pipelinepionierbataillon 803 (GerEinh) | 1. Oktober 1981 (Neuaufstellung)              | Meppen                                                   | PplPiRgt 80                                 | 30. September 1993 aufgelöst | Das Material war im Mobilmachungsstützpunkt Meppen eingelagert |
|                            | Pipelinepionierbataillon 850 (TA)      | 1. Oktober 1981 (aus PplPiBtl 890)            | Zweibrücken-Niederauerbach                               | PiKdo 850                                   | 30. September 1993 aufgelöst | Sie bildete den Kader zum Aufwuchs des PplPiRgt 85; bei Aktivierung des PplPiRgt 85, wird im V-Fall das PplPiBtl 850 deaktiviert; |
|                            | Pipelinepionierbataillon 851 (GerEinh) | 1. Oktober 1981 (aus Teilen des PplPiBtl 890) | Kaiserslautern ab April 1983 Zweibrücken-Niederauerbach  | PplPiRgt 85                                 | 30. September 1993 aufgelöst | Das Material war im Mobilmachungsstützpunkt Kaiserslautern II eingelagert und wurde ab April 1983 in den Mobilmachungsstützpunkt Zweibrücken in der Niederauerbach-Kaserne verlegt |
|                            | Pipelinepionierbataillon 852 (GerEinh) | 1. Oktober 1981 (aus PplPiBtl 891 (GerEinh))  | Siegelsbach                                              | PplPiRgt 85                                 | 30. September 1993 aufgelöst | Das Material war im Mobilmachungsstützpunkt Siegelsbach im Gerätedepot Siegelsbach eingelagert |
|                            | Pipelinepionierbataillon 853 (GerEinh) | 1. Oktober 1981                               | Achern                                                   | PplPiRgt 85                                 | 30. September 1993 aufgelöst | Das Material war im Mobilmachungsstützpunkt Achern in der Markgraf-Ludwig-Wilhelm-von-Baden-Kaserne eingelagert |
|                            | Pipelinepionierkompanie 926            | 1. Oktober 1964 (5./ LogLehr-/VersuchBtl 900) | Oldenburg in Holstein-Putlos                             | sTrspBtl 955 ab 1. November 1969 sPiBtl 718 | 1. Oktober 1971 umgegliedert | Im V-Fall dem KdrLogTr/DBvBer AFNORTH unterstellt; Wurde in PplPiKp 641 umbenannt |
|                            | Pipelinepionierkompanie 641            | 1. Oktober 1971 (aus PplPiKp 926)             | Oldenburg in Holstein-Putlos ab 1. Januar 1973 Schleswig | VersKdo 600                                 | 1. April 1982 umgegliedert   | Im V-Fall dem KdrLogTr/DBvBer AFNORTH unterstellt; Wurde in PplPiKp 601 umbenannt |
|                            | Pipelinepionierbetriebskompanie 642    | (?)                                           | Oldenburg in Holstein-Putlos                             | (?)                                         | 31. März 1972 aufgelöst      | Wurde in die PplPiKp 641 eingegliedert |

### Amphibische Pioniere
Anfang der siebziger Jahre wurden die Amphibischen Einheiten in Bataillone zusammengefasst und in den Pionierkommandos der Korps konzentriert. Es waren die 5. Kompanie der Divisionspionierbataillone und die selbstständigen Amphibische Kompanien. In Schleswig-Holstein wurde die 5./PiBtl 6 ausgegliedert, in AmphPiKp 601 umbenannt und dem PiBtl 6 unterstellt. Die Bataillone erhielten hunderter Nummer und die 30 für das 3. Bataillon (AmphPiBtl 130 = PiKdo 1 usw.). Die Bataillone und Kompanie waren mit amphibischen Brücken – und Übersetzungsfahrzeugen, Sturmbooten, schweren Motorbooten, Radplaniergeräten und Faltstraßengerät ausgestattet. Mit Einnahme der Heeresstruktur IV wurde eine weitere, 5. Kompanie, als Geräteeinheit aufgestellt (die 5./AmphPiBtl 230 war aktiv) und die AmphPiKp 601 in AmphPiKp 600 umbenannt. Nach 22 Jahren endet die Geschichte der Amphibischen Pionierbataillone. 1993 wurden alle Amphibischen Pionierbataillone in Pionierbrückenbataillone umgegliedert und umbenannt, die AmphPiKp 600 wurde aufgelöst.
Die Bataillone gliederten sich in:
- Stab
- 1./Stabs- und Versorgungskompanie
- 2./Amphibische Pionierkompanie
- 3./Amphibische Pionierkompanie
- 4./Amphibische Pionierkompanie
- 5./Amphibische Pionierkompanie (Geräteeinheit) aufgestellt in der Heeresstruktur IV

|  | Bezeichnung                       | Aufstellung (aus)                | Standort   | Unterstellung | Verbleib                     | Bemerkung |
|  | --------------------------------- | -------------------------------- | ---------- | ------------- | ---------------------------- | --- |
|  | Amphibisches Pionierbataillon 130 | 1. Oktober 1972                  | Minden     | PiKdo 1       | 1. Oktober 1993 umgegliedert | Das Bataillon wurde aus den Einheiten 5./PiBtl 1, 5./PiBtl 3, 5./PiBtl 7, 5./PiBtl 11 und der AmphPiKp 101 neu aufgestellt; Am 1. Oktober 1993 in PiBrBtl 130 umgegliedert und umbenannt |
|  | Amphibisches Pionierbataillon 230 | 1. April 1970                    | Ingolstadt | PiKdo 2       | 1. Oktober 1993 umgegliedert | Das Bataillon wurde aus den Einheiten 5./PiBtl 10, 5./PiBtl 4, und der AmphPi(L)Kp 201 neu aufgestellt; Am 1. Oktober 1993 in PiBrLehrBtl 230 umgegliedert und umbenannt                 |
|  | Amphibisches Pionierbataillon 330 | 1. April 1970                    | Speyer     | PiKdo 3       | 1. Oktober 1993 umgegliedert | Das Bataillon wurde aus den Einheiten 5./PiBtl 2, 5./PiBtl 5, FlußpiKp 736 und der AmphPiKp 301 neu aufgestellt; Am 1. Oktober 1993 in PiBrBtl 330 umgegliedert und umbenannt            |
|  | Amphibische Pionierkompanie 601   | 1. Juli 1971 (aus 5./PiBtl 6)    | Plön       | PiBtl 6       | 1. April 1980 umbenannt      | Wurde in AmphPiKp 600 umbenannt |
|  | Amphibische Pionierkompanie 600   | 1. April 1980 (aus AmphPiKp 601) | Plön       | PiBtl 6       | 31. März 1993 aufgelöst      | |

### Flusspioniere
|                                                                         | Bezeichnung                                                             | Aufstellung (aus)                                                       | Standort                                                                | Unterstellung                                                           | Verbleib                                                                | Bemerkung |
| Flußpioniere von der Erstaufstellung bis zum Ende der Heeresstruktur II | Flußpioniere von der Erstaufstellung bis zum Ende der Heeresstruktur II | Flußpioniere von der Erstaufstellung bis zum Ende der Heeresstruktur II | Flußpioniere von der Erstaufstellung bis zum Ende der Heeresstruktur II | Flußpioniere von der Erstaufstellung bis zum Ende der Heeresstruktur II | Flußpioniere von der Erstaufstellung bis zum Ende der Heeresstruktur II | Flußpioniere von der Erstaufstellung bis zum Ende der Heeresstruktur II                                                  |
| ----------------------------------------------------------------------- | ----------------------------------------------------------------------- | ----------------------------------------------------------------------- | ----------------------------------------------------------------------- | ----------------------------------------------------------------------- | ----------------------------------------------------------------------- | --- |
|                                                                         | Flußpionierkompanie (TV) 790                                            | Anfang Juli 1957                                                        | Koblenz-Lützel                                                          | sPiRgt 706                                                              | 1. Oktober 1959 umbenannt                                               | Wurde in FlußPiKp 734 umbenannt                                                                                          |
|                                                                         | Flußpionierkompanie (TV) 791                                            | Anfang Februar 1958                                                     | Wiesbaden-Schierstein                                                   | sPiRgt 706                                                              | 1959 umbenannt                                                          | Wurde in FlußPiKp 735 umbenannt                                                                                          |
|                                                                         | Flußpionierkompanie 731                                                 | 1. April 1962                                                           | Uesen bei Achim                                                         | sPiRgt 705                                                              | 1. April 1973 umbenannt                                                 | Die Kompanie wurde aus dem Personal der FluPiKp 732, 734, und 735 aufgestellt; Wurde in FlußPiKp 831 umbenannt           |
|                                                                         | Flußpionierkompanie 732                                                 | 1959                                                                    | Krefeld-Uerdingen                                                       | sPiRgt 705                                                              | 1. April 1973 umbenannt                                                 | Die Kompanie wurde aus dem Personal der FluPiKp 734, 735 und dem sPiBtl 717 aufgestellt; Wurde in FlußPiKp 832 umbenannt |
|                                                                         | Flußpionierkompanie 733                                                 | 1. Oktober 1962                                                         | Krefeld-Uerdingen                                                       | sPiRgt 705                                                              | 1. September 1969 aufgelöst                                             | Die Kompanie bestand nur aus einem Kader, wurde nie voll aufgestellt (Kaderstärke ca. 100 Mann)                          |
|                                                                         | Flußpionierkompanie 734                                                 | 1. Oktober 1959 (aus FlußPiKp (TV) 790)                                 | Koblenz-Lützel ab September 1968 Neuwied                                | sPiRgt 706                                                              | 1. April 1973 umbenannt                                                 | Wurde in FlußPiKp 881 umbenannt                                                                                          |
|                                                                         | Flußpionierkompanie 735                                                 | 1. Oktober 1959 (aus FlußPiKp (TV) 791)                                 | Wiesbaden-Schierstein                                                   | sPiRgt 706                                                              | 1. April 1973 umbenannt                                                 | Wurde in FlußPiKp 882 umbenannt                                                                                          |
|                                                                         | Flußpionierkompanie 736                                                 | 1. Februar 1960 (aus III. Zug der FlußPiKp 735)                         | Karlsruhe                                                               | sPiRgt 706                                                              | 31. März 1970 aufgelöst                                                 | Das Personal wurde zur Aufstellung des AmphPiBtl 330 in Speyer herangezogen                                              |
| Flußpioniere in der Heeresstruktur III                                  |                                                                         |                                                                         |                                                                         |                                                                         |                                                                         | |
|                                                                         | Flußpionierkompanie 831                                                 | 1. April 1973 (aus FlußPiKp 731)                                        | Achim                                                                   | sPiRgt 80                                                               | 1980 umbenannt                                                          | Wurde in FlußPiKp 800 umbenannt und verlegte nach Neuwied                                                                |
|                                                                         | Flußpionierkompanie 832                                                 | 1. April 1973 (aus FlußPiKp 732)                                        | Krefeld-Uerdingen                                                       | sPiRgt 80                                                               | 1. Juli 1979 umbenannt                                                  | Wurde in FlußPiKp 801 umbenannt                                                                                          |
|                                                                         | Flußpionierkompanie 881                                                 | 1. April 1973 (aus FlußPiKp 734)                                        | Neuwied                                                                 | sPiRgt 85                                                               | 1. Oktober 1979 umbenannt                                               | Wurde in FlußPiKp 850 umbenannt                                                                                          |
|                                                                         | Flußpionierkompanie 882                                                 | 1. April 1973 (aus FlußPiKp 735)                                        | Wiesbaden-Schierstein                                                   | sPiRgt 85                                                               | 1980 umbenannt                                                          | Wurde in FlußPiKp 851 umbenannt                                                                                          |
| Flußpioniere in der Heeresstruktur IV                                   |                                                                         |                                                                         |                                                                         |                                                                         |                                                                         | |
|                                                                         | Flußpionierkompanie 800                                                 | 1980 (aus FlußPiKp 831)                                                 | Neuwied                                                                 | PiKdo 800                                                               | 30. September 1989 aufgelöst                                            | |
|                                                                         | Flußpionierkompanie 801                                                 | 1. Oktober 1979 (aus FlußPiKp 832)                                      | Krefeld-Uerdingen                                                       | PiKdo 800                                                               | 30. September 1986 umgegliedert                                         | Wurde in eine Geräteeinheit umgegliedert und verlegte nach Wiesbaden-Schierstein                                         |
|                                                                         | Flußpionierkompanie 801 (GerEinh)                                       | 1. Oktober 1986 (aus FlußPiKp 801)                                      | Wiesbaden-Schierstein                                                   | PiKdo 800                                                               | 30. September 1989 aufgelöst                                            | |
|                                                                         | Flußpionierkompanie 850                                                 | 1. Oktober 1979 (aus FlußPiKp 881)                                      | Neuwied                                                                 | PiKdo 850                                                               | 30. September 1989 aufgelöst                                            | Ein Teil der Soldaten wurde zum SchwBrBtl 850 versetzt                                                                   |
|                                                                         | Flußpionierkompanie 851                                                 | 1980 (aus FlußPiKp 882)                                                 | Wiesbaden-Schierstein                                                   | PiKdo 850                                                               | 30. September 1986 umgegliedert                                         | Wurde in eine Geräteeinheit umgegliedert                                                                                 |
|                                                                         | Flußpionierkompanie 851 (GerEinh)                                       | 1. Oktober 1986 (aus FlußPiKp 851)                                      | Wiesbaden-Schierstein                                                   | PiKdo 850                                                               | 30. September 1989 aufgelöst                                            | |

### Spezial-Pioniere
Die technischen Spezialkompanien (Pipelinepioniere) wurde 1993/1994 aus den aufgelösten Pipelinepionierbataillonen gebildet. Der Auftrag der selbstständigen Kompanien ist der Gleiche wie der der Pipelinebataillonen zuvor. Der Einsatzraum beschränkt sich jetzt auf den des Wehrbereichs. 1997 wurden die Kompanien umbenannt und umgegliedert. Nun nannten sie sich Spezialpionierkompanien (Pipeline). 1999 und 2000 wurden die ersten Feldlagerbetriebskompanien gebildet. 2003 wurden Teile der selbstständigen Kompanien aufgelöst und der Rest in die drei neu aufgestellten Spezialpionierbataillone eingegliedert. Jetzt sind die Spezialpionierbataillone in der Streitkräftebasis konzentriert. Mit Einnahme der neuen Bundeswehrstruktur wird nur noch das Spezialpionierbataillon 164 übrig bleiben.
- technische Spezialkompanien (Pipelinepioniere): Mit der Einnahme der Heeresstruktur 5 (N) wurden die technische Spezialkompanien (Pipelinepioniere) aus den aufgelösten Pipelinepionierbataillonen aufgestellt. Es wurden je zwei Kompanien, eine aktive und eine Geräteeinheit, in den neu aufgestellten Pionierbrigaden aufgestellt. Anfangs waren es acht aktive Kompanien (eine je PiBrig) und sechs Geräteeinheiten (PiBrig 10 bis 60), 1996 wurde eine weitere (TechnSpezKp (PplPi)801 (GerEinh)), aus der aufzulösenden TechnSpezKp (PplPi) 201 (GerEinh), aufgestellt. Die Kompanien erhielten folgendes Nummernschema: die aktiven erhielten hunderter Nummern und die Geräteeinheiten hundertundeins (SpezKp (PplPi) 200 und SpezKp (PplPi) 201 (GerEinh) ist der PiBrig 20 unterstellt). Es gab zwei Ausnahmen: Die PplPiKp 601 wurde in TechnSpezKp (PplPi) 601 umbenannt, sie behielt die Nummer aus Tradition. Da jetzt die Nummer 601 belegt war, bekam TechnSpezKp (PplPi) (GerEinh) der PionierLehrbrigade 60 die Nummer 602. Alle Kompanien wurden 1997 in Spezialpionierkompanie (Pipeline) umbenannt und umgegliedert. Die Kompanie gliedert sich in Kompanieführung mit:
  - Kompanieführungsgruppe
  - Erkundungs-, Planungs- und Betriebstrupp
  - Fernmeldegruppe
  - Sanitätstrupp
  - Nachschubgruppe
  - Instandsetzungsgruppe
Mit 4 aktiven Zügen und 1 nicht aktiven Zug
  - Pipelinepionierzug
  - Pipelinepoinier- und Tanklagerbetriebszug
  - Pioniermaschinenzug
  - Gefahrenabwehrzug
  - Tanklagerbetriebszug (GerEinh)

- Spezialpionierkompanien (Pipeline): Mit der Einnahme der Heeresstruktur „Neues Heer für neue Aufgaben“ wurden die technischen Spezialkompanien (Pipelinepioniere) in Spezialpionierkompanien (Pipeline) umbenannt und umgegliedert. Die Nummerierung und Unterstellung blieb die Gleiche. Der Auftrag und die StAN-Ausstattung (Pers und Mat) blieben fast unverändert. 1998 wurde die letzte Kompanie, die Spezialpionierkompanie (Pipeline) 701 (GerEinh) in Gera, aufgestellt. Anfang 2003 wurden einige Kompanien aufgelöst, andere in die neu aufgestellten Spezialpionier Bataillonen eingegliedert.

- Feldlagerbetriebskompanien: Die Erste Feldlagerbetriebskompanie wurde 1999 in Speyer aufgestellt. Sie erhielt die Nummer 400 und war der Pionierbrigade 40 als selbstständige Kompanie unterstellt. Ein Jahr später wurde die zweite, die Feldlagerbetriebskompanie 800 in Penzlau, aufgestellt. Durch den Einsatz von Bundeswehr Einheiten im Ausland, wurde es erforderlich Kompanien aufzustellen die die Möglichkeiten haben ein Feldlager einzurichten und zu betreiben. Eine Kompanie kann bis zu 2700 Soldaten in einem Feldlager versorgen, betreuen und unterbringen. Die Kompanie besteht aus drei identischen Feldlagerbetriebszügen, sie können in Ausnahmefällen einzeln bis zu 900 Soldaten in einem Feldlager versorgen. Ein Zug besteht aus:
  - Feldlagerbetriebsgruppe Pioniere
  - Gruppe Pipelinepioniere
  - Gruppe Energieversorgung und Versorgung
  - Pioniermaschinengruppe

Die Kompanieführungs- und Versorgungsgruppe entspricht der einer selbstständigen Panzerpionier Kompanie in einer Brigade. Anfang 2003 wurden die Feldlagerbetriebskompanien vom Heer zur Streitkräftebasis überführt und in die neu aufgestellten Spezialpionierbataillonen eingegliedert.
- Spezialpionierbataillone: Die drei Spezialpionierbataillone wurden Anfang 2003 aus den von Heer kommenden Feldlagerbetriebskompanien und Spezialpionierkompanien (Pipeline) aufgestellt. Sie sind den Logistik Regimentern der Wehrbereichskommandos I und IV unterstellt. Sie erhielten die Endnummer 4 (als 4. Bataillon des Logistikregimentes) und die Nummer des Regimentes (SpezPiBtl 164 = LogRgt 16, SpezPiBtl 174 = LogRgt 17 und SpezPiBtl 464 = LogRgt 46). Die Bataillone 164 und 464 gliederten sich in: Stab- und Versorgungskompanie, drei Feldlagerbetriebskompanien, zwei Pipelinepionierkompanien und zwei Pipelinepionierkompanien (GerEinh), das SpezPiBtl 174 hatte nur vier Feldlagerbetriebskompanien. 2005 wurden die Bataillone 164 und 464 erneut umgegliedert. Sie erhielten zwei zusätzliche Feldlagerbetriebskompanien und lösten die Pipelinepionierkompanien (GerEinh) auf. Das Spezialpionierbataillon 174 wurde zum 31. März 2007 aufgelöst, zwei Kompanien wurden schon vor der Auflösung in das Spezialpionierbataillon 164 eingegliedert. Heute gliedern sich die Bataillone in:
  - 1./Stabs/VerKp
  - 2./FlgrBetrKp
  - 3./FlgrBetrKp
  - 4./FlgrBetrKp
  - 5./FlgrBetrKp
  - 6./FlgrBetrKp
  - 7./PplPiKp
  - 8./SpezPiKp (Brandschutz)

Das Spezialpionierbataillon 464 ist in der Neuausrichtung der Bundeswehr zur Auflösung vorgesehen.
Das Spezialpionierbataillon 164 wurde zum 1. Januar 2016 erweitert und zugleich umgegliedert zum Spezialpionierregiment 164.
|                                                | Bezeichnung                                      | Aufstellung (aus)                                       | Standort                                       | Unterstellung                                  | Verbleib                                       | Bemerkung |
| Technische Spezialkompanien (Pipelinepioniere) | Technische Spezialkompanien (Pipelinepioniere)   | Technische Spezialkompanien (Pipelinepioniere)          | Technische Spezialkompanien (Pipelinepioniere) | Technische Spezialkompanien (Pipelinepioniere) | Technische Spezialkompanien (Pipelinepioniere) | Technische Spezialkompanien (Pipelinepioniere) |
| ---------------------------------------------- | ------------------------------------------------ | ------------------------------------------------------- | ---------------------------------------------- | ---------------------------------------------- | ---------------------------------------------- | --- |
|                                                | Technische Spezialkompanie (PplPi) 601           | 1. April 1993 (aus PplPiKp 601)                         | Schleswig                                      | PiBrig 10                                      | 1. Januar 1997 umgegliedert                    | Umgegliedert und umbenannt in SpezPiKp (Ppl) 601 (GerEinh) |
|                                                | Technische Spezialkompanie (PplPi) 101 (GerEinh) | 1. April 1993 (aus Teilen des PplPiBtl 600 (GerEinh))   | Schleswig                                      | PiBrig 10                                      | 31. Dezember 1996 aufgelöst                    | Das Material war im Mobilmachungsstützpunkt Schleswig in der „Kaserne Auf der Freiheit“ eingelagert                                                                                                   |
|                                                | Technische Spezialkompanie (PplPi) 200           | 1. Oktober 1993 (aus Teilen des PplPiBtl 800)           | Emden                                          | PiBrig 20                                      | 1. April 1997 umgegliedert                     | Umgegliedert und umbenannt in SpezPiKp (Ppl) 200 |
|                                                | Technische Spezialkompanie (PplPi) 201 (GerEinh) | 1. Oktober 1993 (aus Teilen des PplPiRgt 80 (GerEinh))  | Emden                                          | PiBrig 20                                      | 30. September 1997 aufgelöst                   | Das Material war im Mobilmachungsstützpunkt Emden in der „Karl-von-Müller Kaserne“ eingelagert; Das Material wurde zur Aufstellung der TechnSpezKp (PplPi) 801 (GerEinh) herangezogen                 |
|                                                | Technische Spezialkompanie (PplPi) 300           | 1. Oktober 1993 (aus Teilen des PplPiBtl 800)           | Höxter                                         | PiBrig 30                                      | 1. April 1997 umgegliedert                     | Umgegliedert und umbenannt in SpezPiKp (Ppl) 300 |
|                                                | Technische Spezialkompanie (PplPi) 301 (GerEinh) | 1. Oktober 1993 (aus Teilen des PplPiRgt 80 (GerEinh))  | Kranenburg                                     | PiBrig 30                                      | 1. April 1997 umgegliedert                     | Umgegliedert und umbenannt in SpezPiKp (Ppl) 301 (GerEinh); Das Material war im Mobilmachungsstützpunkt Kranenburg eingelagert                                                                        |
|                                                | Technische Spezialkompanie (PplPi) 400           | 1. Oktober 1993 (aus Teilen des PplPiBtl 850)           | Zweibrücken                                    | PiBrig 40                                      | 1. April 1997 umgegliedert                     | Umgegliedert und umbenannt in SpezPiKp (Ppl) 400 |
|                                                | Technische Spezialkompanie (PplPi) 401 (GerEinh) | 1. Oktober 1993 (aus Teilen des PplPiBtl 851 (GerEinh)) | Zweibrücken                                    | PiBrig 40                                      | 1. April 1997 umgegliedert                     | Umgegliedert und umbenannt in SpezPiKp (Ppl) 401 (GerEinh); Das Material war im Mobilmachungsstützpunkt Zweibrücken eingelagert                                                                       |
|                                                | Technische Spezialkompanie (PplPi) 500           | 1. Oktober 1993 (aus Teilen des PplPiBtl 850)           | Bruchsal                                       | PiBrig 50                                      | 1. April 1997 umgegliedert                     | Umgegliedert und umbenannt in SpezPiKp (Ppl) 500 |
|                                                | Technische Spezialkompanie (PplPi) 501 (GerEinh) | 1. Oktober 1993 (aus Teilen des PplPiBtl 852 (GerEinh)) | Bruchsal                                       | PiBrig 50                                      | 1. April 1998 umgegliedert                     | Umgegliedert und umbenannt in SpezPiKp (Ppl) 501 (GerEinh); Das Material war im Mobilmachungsstützpunkt Bruchsal eingelagert                                                                          |
|                                                | Technische Spezialkompanie (PplPi) 600           | 1. Oktober 1993 (aus Teilen des PplPiBtl 850)           | Ingolstadt                                     | PiLehrBrig 60                                  | 1. April 1997 umgegliedert                     | Umgegliedert und umbenannt in SpezPiKp (Ppl) 600 |
|                                                | Technische Spezialkompanie (PplPi) 602 (GerEinh) | 1. Oktober 1993 (aus Teilen des PplPiBtl 853 (GerEinh)) | Münchsmünster                                  | PiLehrBrig 60                                  | 1. April 1997 umgegliedert                     | Umgegliedert und umbenannt in SpezPiKp (Ppl) 602 (GerEinh); Das Material war im Mobilmachungsstützpunkt Münchsmünster eingelagert                                                                     |
|                                                | Technische Spezialkompanie (PplPi) 700           | 1. Oktober 1994 (aus Teilen des PplPiBtl 800)           | Tautenhain                                     | PiBrig 70                                      | 1. April 1997 umgegliedert                     | Umgegliedert und umbenannt in SpezPiKp (Ppl) 700 |
|                                                | Technische Spezialkompanie (PplPi) 800           | 1. April 1994                                           | Prenzlau                                       | PiBrig 80                                      | 1. April 1997 umgegliedert                     | Umgegliedert und umbenannt in SpezPiKp (Ppl) 800 |
|                                                | Technische Spezialkompanie (PplPi) 801 (GerEinh) | 1996 (aus TechnSpezKp (PplPi) 201)                      | Prenzlau                                       | ABC-AbwBtl 805                                 | 1. Oktober 1997 umgegliedert                   | Umgegliedert und umbenannt in SpezPiKp (Ppl) 801 (GerEinh); Das Material war im Mobilmachungsstützpunkt Prenzlau eingelagert                                                                          |
| Spezialpionierkompanien (Pipeline)             |                                                  |                                                         |                                                |                                                |                                                | |
|                                                | Spezialpionierkompanie (Ppl) 200                 | 1. April 1997 (aus TechnSpezKp (PplPi) 200)             | Albersdorf                                     | PiBrig 20                                      | 2003 umgegliedert                              | Wurde in das SpezPiBtl 164 eingegliedert |
|                                                | Spezialpionierkompanie (Ppl) 601 (GerEinh)       | 1. Januar 1997 (aus TechnSpezKp (PplPi) 601)            | Schleswig                                      | PiBrig 20                                      | 2003 umgegliedert                              | Das Material war im Mobilmachungsstützpunkt Schleswig eingelagert; Wurde in das SpezPiBtl 164 eingegliedert                                                                                           |
|                                                | Spezialpionierkompanie (Ppl) 300                 | 1. April 1997 (aus TechnSpezKp (PplPi) 300)             | Höxter                                         | PiBrig 30                                      | 2003 umgegliedert                              | Wurde in das SpezPiBtl 164 eingegliedert |
|                                                | Spezialpionierkompanie (Ppl) 301 (GerEinh)       | 1. April 1997 (aus TechnSpezKp (PplPi) 301 (GerEinh))   | Höxter                                         | PiBrig 30                                      | 2003 umgegliedert                              | Wurde in das SpezPiBtl 164 eingegliedert |
|                                                | Spezialpionierkompanie (Ppl) 400                 | 1. April 1997 (aus TechnSpezKp (PplPi) 400)             | Zweibrücken                                    | PiBrig 40                                      | 2003 umgegliedert                              | Wurde in das SpezPiBtl 464 eingegliedert |
|                                                | Spezialpionierkompanie (Ppl) 401 (GerEinh)       | 1. April 1997 (aus TechnSpezKp (PplPi) 401 (GerEinh))   | Zweibrücken                                    | PiBrig 40                                      | 2003 umgegliedert                              | Das Material war im Mobilmachungsstützpunkt Kreuzberg in der „Niederauerbach Kaserne“ eingelagert; Wurde in das SpezPiBtl 464 eingegliedert                                                           |
|                                                | Spezialpionierkompanie (Ppl) 500                 | 1. April 1997 (aus TechnSpezKp (PplPi) 500)             | Bruchsal                                       | PiBrig 50                                      | 2003 umgegliedert                              | Wurde in das SpezPiBtl 464 eingegliedert |
|                                                | Spezialpionierkompanie (Ppl) 501 (GerEinh)       | 1. April 1998 (aus TechnSpezKp (PplPi) 501 (GerEinh))   | Bruchsal                                       | PiBrig 50                                      | 2003 umgegliedert                              | Wurde in das SpezPiBtl 464 eingegliedert |
|                                                | Spezialpionierkompanie (Ppl) 600                 | 1. April 1997 (aus TechnSpezKp (PplPi) 600)             | Ingolstadt                                     | PiLehrBrig 60                                  | aufgelöst                                      | |
|                                                | Spezialpionierkompanie (Ppl) 602 (GerEinh)       | 1. April 1997 (aus TechnSpezKp (PplPi) 602 (GerEinh))   | Münchsmünster                                  | PiLehrBrig 60                                  | aufgelöst                                      | |
|                                                | Spezialpionierkompanie (Ppl) 700                 | 1. April 1997 (aus TechnSpezKp (PplPi) 700)             | Tautenhain                                     | PiBrig 70                                      | aufgelöst                                      | |
|                                                | Spezialpionierkompanie (Ppl) 701 (GerEinh)       | 1. April 1998 (Neuaufstellung)                          | Gera                                           | PiBrig 70                                      | aufgelöst                                      | |
|                                                | Spezialpionierkompanie (Ppl) 800                 | 1. April 1997 (aus TechnSpezKp (PplPi) 800)             | Prenzlau                                       | PiBrig 80                                      | 1. April 2000 umgegliedert                     | Wurde in die Feldlagerbetriebskompanie 800 umgegliedert |
|                                                | Spezialpionierkompanie (Ppl) 801 (GerEinh)       | 1. Oktober 1997 (aus TechnSpezKp (PplPi) 801 (GerEinh)) | Prenzlau                                       | PiBrig 80                                      | aufgelöst                                      | |
| Feldlagerbetriebskompanien                     |                                                  |                                                         |                                                |                                                |                                                | |
|                                                | Feldlagerbetriebskompanie 400                    | 1. April 1999 (Neuaufstellung)                          | Speyer                                         | PiBrig 40                                      | 2003 umgegliedert                              | Wurde in das SpezPiBtl 464 eingegliedert |
|                                                | Feldlagerbetriebskompanie 800                    | 1. April 2000 (aus SpezPiKp (Ppl) 800)                  | Prenzlau                                       | PiBrig 80                                      | 2003 umgegliedert                              | Wurde in das SpezPiBtl 174 eingegliedert |
| Spezialpionierbataillone                       |                                                  |                                                         |                                                |                                                |                                                | |
|                                                | Spezialpionierbataillon 164                      | 13. Januar 2003                                         | Husum                                          | LogKdoBw                                       | 2016 umgegliedert                              | Das Bataillon wurde aus dem PiBtl 620, SpezPiKpn (Ppl) 200 und 300 und den SpezPiKpn (Ppl) (GerEinh) 601 und 301 aufgestellt                                                                          |
|                                                | Spezialpionierbataillon 174                      | 2003                                                    | Dessau                                         | LogRgt 17                                      | 31. März 2007 aufgelöst                        | Teile werden in das SpezPiBtl 164 eingegliedert |
|                                                | Spezialpionierbataillon 464                      | 1. April 2003 (aus Teilen des sPiBtl 330)               | Speyer                                         | LogKdoBw                                       | aufgelöst 31. Dezember 2015                    | Das Bataillon wurde aus dem sPiBtl 330, FlgrBetrKp 400, SpezPiKpn (Ppl) 400 und 500 und den SpezPiKpn (Ppl) (GerEinh) 401 und 501 aufgestellt; wurde mit der Neuausrichtung der Bundeswehr aufgelöst. |
| Spezialpionierregimenter                       |                                                  |                                                         |                                                |                                                |                                                | |
|                                                | Spezialpionierregiment 164                       | 1. Januar 2016                                          | Husum                                          | LogKdoBw                                       | aktiv                                          | Das Regiment wurde aus dem SpezPiBtl 164 und SpezPiBtl 464 durch Erweiterung um sechs zusätzliche Feldlagerbau- und Feldlagerbetriebszüge aufgestellt                                                 |

## Selbstständige Pionierkompanien

### Pionierkompanien
Die Pionierkompanien wurden in der Heeresstruktur IV, ab 1981 als Geräteeinheiten aufgestellt und gehörten zu den Heimatschutzbrigaden der Wehrbereiche (II bis IV) und dem Verfügungstruppenkommando 41. Die Nummern richteten es nach den Heimatschutzbrigaden (HschBrig 52 = PiKp 20, HschBrig 62 = PiKp 620 usw.). Sie hatten den Auftrag den unterstellten Verbänden der Heimatschutzbrigaden das Verstärken und Sicherstellen der Bewegungen mit Pioniermaschinen zu unterstützen. 1986 wurde die PiKp 510 als aktive Kompanie aufgestellt. Die meisten Kompanien wurden, zusammen mit den Heimatschutzbrigaden, mit Einnahme der Heeresstruktur 5, im Jahr 1993, aufgelöst. Die PiKp 510 wurde in das Feldheer überführt und in die PzBrig 18 eingegliedert. Die PiKp 610 (GerEinh), der PiBrig 10 unterstellt und in TechnPiKp 610 (GerEinh) umbenannt und umgegliedert. Die PiKp 550 (GerEinh) wurde der neu aufgestellten Deutsch/Französischen Brigade unterstellt, in PzPiKp 550 umbenannt, umgegliedert und aktiviert.
|  | Bezeichnung                   | Aufstellung (aus)                                             | Standort                                 | Unterstellung                            | Verbleib                     | Bemerkung |
|  | ----------------------------- | ------------------------------------------------------------- | ---------------------------------------- | ---------------------------------------- | ---------------------------- | --- |
|  | Pionierkompanie 510 (GerEinh) | (?)                                                           | Plön                                     |                                          | 31. Dezember 1985 aufgelöst  | Das Material war im Mobilmachungsstützpunkt Plön in der Fünf-Seen-Kaserne eingelagert; Das Material wurde zur neu aufgestellten PiKp 510 herangezogen                                             |
|  | Pionierkompanie 510           | 1. Januar 1986 (aus PiKp 510 (GerEinh) und PiSpezSperrKp 600) | Plön                                     | HschBrig 51 ab 1. Oktober 1992 PzBrig 18 | 1. Oktober 1993 umbenannt    | Wurde aus dem Material der PiKp 510 (GerEinh) und dem Personal der PiSpezSperrKp 600 aufgestellt; Wurde in PzPiKp 510 umbenannt und umgegliedert, unter Heranziehung des Materials der PzPiKp 180 |
|  | Pionierkompanie 520 (GerEinh) | 1. April 1981 (Neuaufstellung)                                | Wietmarschen                             | HschBrig 52                              | 30. Juni 1992 aufgelöst      | Das Material war im Mobilmachungsstützpunkt Wietmarschen eingelagert |
|  | Pionierkompanie 530 (GerEinh) | 1981 (Neuaufstellung)                                         | Düren                                    | HschBrig 53                              | 1992 aufgelöst               | Das Material war im Mobilmachungsstützpunkt Düren eingelagert |
|  | Pionierkompanie 540 (GerEinh) | 1. Oktober 1983 (Neuaufstellung)                              | Kaiserslautern                           | HschBrig 54                              | 30. Juni 1992 aufgelöst      | Das Material war im Mobilmachungsstützpunkt Kaiserslautern eingelagert |
|  | Pionierkompanie 550 (GerEinh) | 1. April 1982 (aus Teilen des lePiBtl 17 (GerEinh))           | Renningen ab Oktober 1988 Donaueschingen | HschBrig 55                              | 1. April 1990 umgegliedert   | Das Material war im Mobilmachungsstützpunkt Malmsheim in Renningen eingelagert; Die Kompanie wurde in PzPiKp 550 umgegliedert und als aktive Einheit aufgestellt                                  |
|  | Pionierkompanie 610 (GerEinh) | 1981                                                          | Istedt-Karenberg                         | HschBrig 61                              | 1. April 1993 umgegliedert   | Das Material war im Mobilmachungsstützpunkt Istedt-Karenberg eingelagert; Wurde in TechnPiKp 610 umbenannt und umgegliedert, unter Heranziehung des Materials der 5./PiBtl 630 (GerEinh)          |
|  | Pionierkompanie 620 (GerEinh) | 1. April 1981 (Neuaufstellung)                                | Damme                                    | HschBrig 62                              | 31. März 1993 aufgelöst      | Das Material war im Mobilmachungsstützpunkt Damme eingelagert |
|  | Pionierkompanie 630 (GerEinh) | 1981 (Neuaufstellung)                                         | Ahlen-Oestrich                           | HschBrig 63                              | 1992 aufgelöst               | Das Material war im Mobilmachungsstützpunkt Ahlen-Oestrich eingelagert |
|  | Pionierkompanie 640 (GerEinh) | 1. April 1984 (Neuaufstellung)                                | Baumholder                               | HschBrig 64                              | 30. September 1992 aufgelöst | Das Material war im Mobilmachungsstützpunkt Lager Aulenbach auf dem Truppenübungsplatz Baumholder eingelagert                                                                                     |
|  | Pionierkompanie 650 (GerEinh) | 1. April 1982 (aus Teilen des lePiBtl 17 (GerEinh))           | Renningen                                | HschBrig 65                              | 31. März 1993 aufgelöst      | Das Material war im Mobilmachungsstützpunkt Malmsheim in Renningen eingelagert |
|  | Pionierkompanie 660 (GerEinh) | 1981 (Neuaufstellung)                                         | Biberach an der Riß                      | HschBrig 66                              | 1992 aufgelöst               | Das Material war im Mobilmachungsstützpunkt Biberach/Riß eingelagert |

### Pionierkompanien (ZMZ)
Die Pionierkompanien waren teilaktiv und wurden 2009 als Ergänzungstruppenteile im Rahmen der Zivil-Militärischen-Zusammenarbeit (ZMZ) aufgestellt. Die Kompanien waren einem aktiven Verband in einem Couleurverhältnis zugeordnet. Sie erhielten die Nummer 900 (für Ergänzungstruppenteile), die 50 (für Kompanie) und 1 bis 3 für die fortlaufende Nummer. Der Auftrag war, im Einsatz dem Verband pioniertechnische Zusatzhilfe zu leisten und im Inland bei Katastrophen zu unterstützen. Eine Pionierpanzergruppe mit 26 Soldaten ist aktiv. Dazu kommen bei Alarmierung bis zu 101 Reservisten.
Die Kompanien gliederten sich in:
- Kompanieführungsgruppe
- Technische Gruppe
- 2 Pioniermaschinenzüge

Jeder Zug gliedert sich in:
- Zugtrupp
- Panzerpioniergruppe
- Pioniermaschinengruppe
- Pioniergerätegruppe
- Personalergänzungstrupp (ermöglicht den Schichtbetrieb (12/12) innerhalb des Zuges)

|                            | Bezeichnung              | Aufstellung (aus) | Standort   | Unterstellung | Verbleib             | Bemerkung                      |
| -------------------------- | ------------------------ | ----------------- | ---------- | ------------- | -------------------- | ------------------------------ |
| Internes Verbandsabzeichen | Pionierkompanie 951 (TA) | 2009              | Viereck    | PzGrenBrig 41 | 30.09.2015 Aufgelöst | Couleur Verband: PzGrenBtl 411 |
| Internes Verbandsabzeichen | Pionierkompanie 952 (TA) | 2009              | Havelberg  | PzGrenBrig 41 | 30.09.2015 Aufgelöst | Couleur Verband: PzPiBtl 803   |
| Internes Verbandsabzeichen | Pionierkompanie 953 (TA) | 2009              | Marienberg | PzGrenBrig 37 | 30.06.2014 Aufgelöst | Couleur Verband: PzGrenBtl 371 |

### Panzerpionierkompanien
Die Panzerpionierkompanien wurden ab der Heeresstruktur 2 (ab Ende 1958) aufgestellt und waren in der Regel den Brigaden unmittelbar unterstellt. Nach der Nomenklatur standen die erste Ziffer (bei den Brigaden mit den Nummern 1 bis 9) bzw. die ersten beiden Ziffern (ab Brigade Nummer 10) für die jeweilige Brigade, d. h. die Panzerpionierkompanie 150 war der Panzerbrigade 15 zugeordnet. Die Panzerpionierkompanien folgten ab Heeresstruktur 5 (ab 1992) in vielen Fällen dem Schicksal ihrer Brigade und wurden schrittweise aufgelöst.
|                            | Bezeichnung                                                     | Aufstellung (aus)                                                                                           | Standort | Unterstellung | Verbleib                                                                | Bemerkung |
| -------------------------- | --------------------------------------------------------------- | --- | --- | --- | ----------------------------------------------------------------------- | --- |
|                            | PzPiKp 10                                                       | 1. April 1961 (aus PiBtl.1)                                                                                 | Holzminden (Pionier-Kaserne, ab 1964 Medem-Kaserne, seit 2013 Pionierkaserne Am Solling) | Panzergrenadierbrigade 1 | am 30. Juni 2002 aufgelöst                                              | |
|                            | PzPiKp 20                                                       | 31. März 1959 (aus Teilen des PiBtl 7)                                                                      | Braunschweig (Heinrich-der-Löwe-Kaserne bis 1976, danach Leutnant-Müller-Kaserne) | Panzerbrigade 2 | am 30. Juni 1992 aufgelöst                                              | |
|                            | PzPiKp 20 (GerEinh)                                             | 1. April 1998 (Neuaufstellung)                                                                              | Dörverden-Barme (Mobilmachungsstützpunkt Niedersachsen-Kaserne) | Panzerbrigade 2 (nichtaktiv) | am 30. September 2002 aufgelöst                                         | Das Material war im Mobilmachungsstützpunkt Dörverden-Barme in der Niedersachsen-Kaserne eingelagert; die neue Kompanie übernahm der Tradition der alten aufgelösten PzPiKp 20 |
|                            | PzPiKp 30                                                       | 1. April 1959 (aus 4./sPiBtl 110)                                                                           | Minden (Herzog-von-Braunschweig-Kaserne) ab 29. Dezember 1961 Nienburg/Weser (Clausewitz-Kaserne) ab 12. Oktober 1971 Dedelstorf (Richthofen-Kaserne) | Panzerbrigade 3 | am 1. Mai 1981 umbenannt                                                | am 1. Januar 1981 der PzBrig 33 unterstellt und am 1. Mai 1981 in PzPiKp 330 umbenannt                                                                                         |
|                            | PzPiKp 30                                                       | 1. April 1981 (aus PzPiKp 330)                                                                              | Lingen (Ems) (Scharnhorst-Kaserne) ab 1. Oktober 1983 Nienburg/Weser (Clausewitz-Kaserne) | Panzerbrigade 3 | am 31. Dezember 1992 aufgelöst                                          | |
|                            | PzPiKp 40                                                       | 2. Januar 1959 (aus 3./PzPiBtl 3)                                                                           | Hannoversch Münden (Kurhessen-Kaserne) ab Juni 1962 Kassel (Graf-Haeseler-Kaserne) | Panzergrenadierbrigade 4 | am 31. März 1993 aufgelöst                                              | |
|                            | PzPiKp 50                                                       | 1. Januar 1959 (aus 4./PiBtl 2)                                                                             | Hannoversch Münden (Kurhessen-Kaserne) bis 30. September 1981, Fritzlar (Georg-Friedrich-Kaserne) vom 1. Oktober 1981 bis 31. Mai 1994, Hessisch Lichtenau (Blücher-Kaserne) ab 1. Juni 1994                                                               | Panzergrenadierbrigade 5 | am 30. September 2002 aufgelöst                                         | ab 9. September 1996 Geräteeinheit und der PzPiKp 140 unterstellt |
|                            | PzPiKp 60 (bis Heeresstruktur 3)                                | 1959 Hannoversch Münden (Kurhessen-Kaserne), Stadtallendorf (Hessen-Kaserne) ab 1959 bis 30. September 1981 | Panzerbrigade 6 | am 1. Oktober 1981 in PzPiKp 140 umbenannt                                                                                                 |                                                                         | |
|                            | PzPiKp 60 (ab Heeresstruktur 4)                                 | am 1. Oktober 1981 (durch Umbenennung PzPiKp 340)                                                           | Hannoversch Münden (Kurhessen-Kaserne) | Panzerbrigade 6 | am 31. März 1992 aufgelöst                                              | |
|                            | PzPiKp 70                                                       | 1. März 1959 (aus 3./PiBtl 1)                                                                               | Hamburg-Harburg (Scharnhorst-Kaserne) ab 4. Januar 1962 Stade (Von-Goeben-Kaserne) | Panzergrenadierbrigade 7 | 31. September 1993 aufgelöst                                            | |
|                            | PzPiKp 70 (GerEinh)                                             | 1. April 1998 (Neuaufstellung)                                                                              | Dörverden-Barme (Mobilmachungsstützpunkt Niedersachsen-Kaserne) | Panzergrenadierbrigade 32 (nichtaktiv) | am 30. September 2003 aufgelöst                                         | Das Material war im Mobilmachungsstützpunkt Dörverden-Barme in der Niedersachsen-Kaserne eingelagert; die neue Kompanie übernahm die Tradition der alten aufgelösten PzPiKp 70 |
|                            | PzPiKp 80                                                       | 1. August 1959 (aus Teilen des PiBtl 3 und der PzPiKp 70)                                                   | Lüneburg (Scharnhorst-Kaserne) | Panzerbrigade 8 ab 1993 Panzergrenadierbrigade 7                                                                                           | am 30. September 1997                                                   | |
| Internes Verbandsabzeichen | PzPiLehrKp 90                                                   | 2. Januar 1959 (aus PzPiLehrKp 99)                                                                          | Munster (Schützenhauslager, ab 1966 Freiherr-von-Boeselager-Kaserne) | Panzerlehrbrigade 9 | am 31. Dezember 2015 aufgelöst                                          | vormalsa 1958–1959 PzPiLehrKp99 |
| Internes Verbandsabzeichen | PzPiKp 99                                                       | 1. Dezember 1958                                                                                            | Munster (Schützenhauslager, ab 1966 Freiherr-von-Boeselager-Kaserne) | Panzerlehrbrigade 9 | am 1. Januar 1959 umgegliedert zur PzPiLehrKp 90                        | |
|                            | PzPiKp 100                                                      | 1. Juli 1962                                                                                                | Weiden (Metzer Kaserne, ab 1966: Ostmark-Kaserne, ab 2022: Major-Radloff-Kaserne) | Jägerbrigade 10 ab 1981 Panzergrenadierbrigade 10                                                                                          | am 30. September 1992 aufgelöst                                         | |
|                            | PzPiKp 110                                                      | 1. Dezember 1958 (aus 3./PiBtl 4)                                                                           | Bogen (Graf-Aswin-Kaserne) | Panzergrenadierbrigade 11 | am 1. April 1993 als 2. Kompanie in das PiBtl 4 eingegliedert           | |
|                            | PzPiKp 120                                                      | 20. Oktober 1960                                                                                            | Kümmersbruck (Schweppermann-Kaserne) | Panzerbrigade 12 | am 30. Juni 2003 aufgelöst                                              | |
|                            | PzPiKp 130                                                      | 1. November 1959 (aus Teilen der 2./PzPiBtl 5)                                                              | Wetzlar (Sixt-von-Armin-Kaserne) | Panzergrenadierbrigade 13 | am 31. März 1992 aufgelöst                                              | |
|                            | PzPiKp 140 (bis Heeresstruktur 3)                               | 1. Juli 1959                                                                                                | Koblenz | Panzerbrigade 14 | am 1. Oktober 1981 in PzPiKp 340 umbenannt                              | |
|                            | PzPiKp 140 (ab Heeresstruktur 4)                                | 1. Oktober 1981                                                                                             | Stadtallendorf (Herrenwald-Kaserne) | Panzerbrigade 14 | am 20. September 2002 aufgelöst                                         | im Zuge der Heeresstruktur 4 durch Umbenennung aus Panzerpionierkompanie 60 entstanden                                                                                         |
|                            | PzPiKp 150                                                      | 1. Oktober 1966                                                                                             | Westerburg (Wäller-Kaserne) | Panzerbrigade 15 (bis 1993) | am 31. März 2002 aufgelöst                                              | |
|                            | PzPiKp 160                                                      | 1. April 1959 (aus Teilen der 4./PiBtl 6)                                                                   | Flensburg-Weiche (Briesen-Kaserne) ab Oktober 1969 bis Juni 1992 Elmenhorst (Sachsenwald-Kaserne) Hamburg-Wentorf (Bose-Bergmann-Kaserne) ab Juni 1992 | Panzergrenadierbrigade 16 | am 30. Juni 1994 aufgelöst                                              | |
|                            | PzPiKp 170                                                      | 1. Januar 1960 ab 17. November 1960 eigenständig                                                            | Hamburg (von-Estorff-Kaserne, später: Lettow-Vorbeck-Kaserne) bis Oktober 1969, Lübeck (Artillerie-Kaserne, ab 1972: Trave-Kaserne) ab Oktober 1969 | Panzergrenadierbrigade 17 | am 31. März 1992 aufgelöst                                              | |
|                            | PzPiKp 180                                                      | 1. März 1959 (aus Teilen der 3./PiBtl 6)                                                                    | Plön (Fünf-Seen-Kaserne) ab 1961 Eutin (Rettberg-Kaserne) ab 10. November 1969 Boostedt (Rantzau-Kaserne) ab 1972 Lübeck (Trave-Kaserne) | Panzerbrigade 18 | am 31. März 1993 aufgelöst                                              | Personal und Material wurde zur Aufstellung der PzPiKp 510 herangezogen |
|                            | PzPiKp 190                                                      | 1. April 1961                                                                                               | Warendorf ab 6. März 1962 Ahlen (Westfalen-Kaserne) | Panzergrenadierbrigade 19 | am 31. März 1992 aufgelöst                                              | |
| Internes Verbandsabzeichen | PzPiKp 200                                                      | Aufstellung ab 1. April 1975, Indienststellung zum 1. April 1976                                            | Hemer (Blücher-Kaserne) bis 30. Juni 2006, Augustdorf (Generalfeldmarschall-Rommel-Kaserne) ab 1. Juli 2006 | Panzerbrigade 20 (bis 1993), Panzergrenadierbrigade 19 (1993 bis 2002), Panzerbrigade 14 (2002 bis 2008), Panzerbrigade 21 (2008 bis 2015) | am 30. September 2015 aufgelöst                                         | |
|                            | PzPiKp 210                                                      | 1. März 1959 (aus 4./PiBtl 7)                                                                               | Holzminden (Pionier-Kaserne, ab 1964 Medem-Kaserne, heute Pionierkaserne Am Solling) | Panzerbrigade 21 | am 31. März 1961 in PzPiKp 10 umgegliedert                              | |
|                            | PzPiKp 210                                                      | 1. April 1961 aus 4./PiBtl 7                                                                                | Höxter (General-Weber-Kaserne) | Panzerbrigade 21 | am 30. September 2002                                                   | in PzPiBtl 10 eingegliedert |
|                            | GebPzPiKp 220                                                   | 1. Mai 1966 (aus GebPiKp 220)                                                                               | Brannenburg (Karfreit-Kaserne) | Panzergrenadierbrigade 22 | am 1. Oktober 1981 in PzPiKp 220 umbenannt                              | |
|                            | PzPiKp 220                                                      | 1. Oktober 1981 (aus GebPzPiKp 220)                                                                         | Brannenburg (Karfreit-Kaserne) | Panzergrenadierbrigade 22 | am 31. März 1992 aufgelöst                                              | Die Masse des Gerätes wurde zur Aufstellung der PzPiKp 370 herangezogen |
|                            | GebPzPiKp 230                                                   | 1. Juni 1966 (aus GebPiKp 230)                                                                              | Brannenburg (Karfreit-Kaserne) | Gebirgsjägerbrigade 23 | am 1. Oktober 1981 zur PzPiKp 560 umgegliedert                          | |
|                            | PzPiKp 240                                                      | 1. Mai 1959 (aus Teilen der 2./GebPiBtl 8)                                                                  | Brannenburg (Karfreit-Kaserne), ab April 1965 Mitterharthausen (Gäubodenkaserne) | Panzerbrigade 24 | am 31. März 1993 aufgelöst                                              | |
|                            | PzPiLehrKp 280 (aus 4./sPiLehrBtl 210)                          | 1. April 1960                                                                                               | München (Funkkaserne) | Pionierlehrregiment | am 30. September 1970 zur PzPiLehrKp 290 umgegliedert                   | |
|                            | PzPiKp 280                                                      | 1. Oktober 1975                                                                                             | Ingolstadt (Pionierkaserne auf der Schanz) | Panzerbrigade 28 ab 1. Oktober 1979 | am 1. Oktober 1993 in Gebirgspanzerpionierlehrkompanie 280 umgegliedert | |
|                            | GebPzPiLehrKp 280                                               | 1. Oktober 1993                                                                                             | Ingolstadt (Pionierkaserne auf der Schanz) | Pionierlehrbrigade 60 | am 30. September 2002 aufgelöst                                         | |
|                            | PzPiLehrKp 290                                                  | 1. Oktober 1970                                                                                             | München (Funkkaserne) | sPiLehrBrl 210 des Pionierlehrregimentes bis 1974, Panzerbrigade 29 ab 1974                                                                | am 1. April 1987 in PzPiLehrKp 560 umbenannt                            | |
|                            | PzPiKp 290 (aus PzPiKp 560)                                     | Neuaufstellung am 1. April 1987                                                                             | Immendingen (Oberfeldwebel-Schreiber-Kaserne) | Panzerbrigade 29 | am 30. September 1992 aufgelöst                                         | Abgabe von Gerät an PzPiKp 550 |
|                            | PzPiKp 300                                                      | 1. Dezember 1959                                                                                            | Ellwangen (Jagst) (Reinhardt-Kaserne) bis 1. September 1995, Heidenheim (Hahnenkamm-Kaserne) bis Juli 2003, Külsheim (Prinz-Eugen-Kaserne) ab Juli 2003 | Panzergrenadierbrigade 30 | am 30. September 2006 aufgelöst                                         | |
|                            | PzPiKp 310                                                      | 1. April 1961                                                                                               | Oldenburg (Henning-von-Tresckow-Kaserne) bis 1972, Delmenhorst (Feldwebel-Lilienthal-Kaserne/Barbara-Kaserne) ab 1972 bis 1992 | Panzergrenadierbrigade 31 | am 31. März 1993                                                        | am 22. Dezember 1992 teilweise in LLPiKp 270 eingegliedert |
|                            | PzPiKp 320                                                      | 1. Juni 1959 (aus Teilen der sPiBtle 717(TV), 718(TV), 719(TV))                                             | Dörverden-Barme (Niedersachsen-Kaserne) | Panzergrenadierbrigade 32 ab Oktober 1996 Panzergrenadierbrigade 7                                                                         | am 31. Dezember 2003 aufgelöst                                          | |
|                            | PzPiKp 330 (bis Heeresstruktur 3)                               | 1. September 1959                                                                                           | Lingen (Ems) (Scharnhorst-Kaserne) | Panzerbrigade 33 | am 1. April 1981 in PzPiKp 30 umbenannt                                 | |
|                            | PzPiKp 330 (ab Heeresstruktur 4)                                | 1. Oktober 1981 (aus PzPiKp 30)                                                                             | Dedelstorf (Richthofen-Kaserne) | Panzerbrigade 33 | am 31. März 1993 aufgelöst                                              | |
|                            | PzPiKp 340 (Heeresstruktur 3)                                   | 1. Oktober 1975                                                                                             | Hannoversch Münden (Kurhessen-Kaserne) | Panzerbrigade 34 | am 1. Oktober 1981 in PzPiKp 60 umbenannt                               | |
|                            | PzPiKp 340 (ab Heeresstruktur 4)                                | 1. Oktober 1981 (aus PzPiKp 140)                                                                            | Koblenz (Fritsch-Kaserne) | Panzerbrigade 34 | am 31. März 1993 aufgelöst                                              | Das Personal und Material wurde als 2. (PzPi) Kompanie in das PiBtl 320 eingegliedert                                                                                          |
|                            | PzPiKp 350 (aus Teilen PiBtl 10, GebPiBtl 8 und sPiLehrBtl 210) | Anfang 1960                                                                                                 | Ingolstadt (Pionierkaserne auf der Schanz) bis 1. Juli 1960, Hammelburg (ab 1964: Saaleck-Kaserne) bis 1992, ab Ende 1992 Wildflecken (Rhön-Kaserne) | Panzergrenadierbrigade 35 (bis 1993), Panzerbrigade 36 (ab 1993)                                                                           | am 27. Juni 2002 aufgelöst                                              | |
|                            | PzPiKp 360                                                      | 15. Oktober 1963                                                                                            | Bad Mergentheim (Deutschorden-Kaserne) | Panzerbrigade 36 | am 30. September 1993 aufgelöst                                         | |
|                            | PzPiKp 370                                                      | 1. April 1991 (aus Teilen PzRgt 14, PiBtl 7 und 11 NVA)                                                     | Doberlug-Kirchhain (Lausitz-Kaserne) | HschBrig 37 ab 1995 Panzergrenadierbrigade 37                                                                                              | am 31. Dezember 2003 aufgelöst                                          | |
|                            | PzPiKp 380                                                      | 8. Mai 1991                                                                                                 | Weißenfels (Sachsen-Anhalt-Kaserne) | HschBrig 38 ab 1995 Panzergrenadierbrigade 38                                                                                              | am 31. März 2002 aufgelöst                                              | |
|                            | PzPiKp 390                                                      | 1. Oktober 1991 (aus Teilen des PiBtl 4 NVA und PzPiKp 130)                                                 | Bad Salzungen (Werratal-Kaserne) | HschBrig 39 ab 1995 Panzerbrigade 39 | am 31. März 2007 aufgelöst                                              | |
|                            | PzPiKp 400                                                      | 1. April 1991 (aus Teilen des PiBtl 8 NVA)                                                                  | Hagenow (Ernst-Moritz-Arndt-Kaserne) | HschBrig 40 ab 1995 Panzergrenadierbrigade 40                                                                                              | 1. April 1997 deaktiviert                                               | am 1. April 1997 in eine Geräteeinheit umgegliedert |
|                            | PzPiKp 400 (GerEinh)                                            | 1. April 1997 (aus PzPiKp 400)                                                                              | Hagenow (Ernst-Moritz-Arndt-Kaserne, MobStpkt) ab Oktober 1997 Munster (Schulz-Lutz-Kaserne) | Panzerbrigade 8 (GerEinh) | am 30. Juni 2003 aufgelöst                                              | |
|                            | PzPiKp 410                                                      | 1. Juli 1991 (aus Teilen des PzRgt 22 NVA)                                                                  | Torgelow-Spechtberg (Ferdinand-von-Schill-Kaserne) | HschBrig 41 ab 1995 Panzergrenadierbrigade 41                                                                                              | am 31. März 2003 aufgelöst                                              | |
|                            | PzPiKp 420                                                      | 1. Oktober 1991 (aus Teilen des PiBtl 1 NVA)                                                                | Kirchmöser (Kaserne Kirchmöser) ab 17. Dezember 1994 Lehnitz (Märkische Kaserne) | HschBrig 42 ab 1995 Panzerbrigade 42 | am 31. März 2003 aufgelöst                                              | |
|                            | PzPiKp 510                                                      | 1. April 1993 (aus Teilen der PzPiKp 180 und PiKp 510)                                                      | Plön (Fünf-Seen-Kaserne) ab 1996 Kellinghusen (Liliencron-Kaserne) | Panzerbrigade 18 | am 31. März 2007 aufgelöst                                              | |
|                            | PzPiKp 550 (aus PiKp 550 (GerEinh) der Heimatschutzbrigade 55)  | 1. Oktober 1990                                                                                             | Donaueschingen (Fürstenberg-Kaserne) bis September 1992, Immendingen (Oberfeldwebel-Schreiber-Kaserne) bis September 1998, Villingen-Schwenningen (Welvert-Kaserne) bis Juli 2000, Immendingen bis 30. September 2014, Stetten a.k.M. seit 1. Oktober 2014 | Deutsch-Französische Brigade | aktiv                                                                   | |
|                            | PzPiKp 560                                                      | 1. Oktober 1981 (aus GebPzPiKp 230)                                                                         | Brannenburg (Karfreit-Kaserne) | Heimatschutzbrigade 56 | ab 1. Januar 1986 Geräteeinheit                                         | wird am 31. März 1987 aufgelöst und zur Neuaufstellung der PzPiKp 290 in Immendingen verwendet                                                                                 |
|                            | PzPiLehrKp 560                                                  | 1. April 1987 (aus PzPiKp 290)                                                                              | München (Funkkaserne) | Pionierschule und Fachschule der Bundeswehr für Bautechnik München (im Frieden)                                                            | 1992 aufgelöst                                                          | |
|                            | PzPiSperrKp 741 n. a.                                           | 1980 | Koblenz | | 1990 aufgelöst                                                          | ust. Sich Rgt 300 |

### Gebirgspionierkompanien
|  | Bezeichnung | Aufstellung (aus)                          | Standort                                   | Unterstellung | Verbleib                                       | Bemerkung |
|  | ----------- | ------------------------------------------ | ------------------------------------------ | ------------- | ---------------------------------------------- | --- |
|  | GebPiKp 23  | 1. April 2024                              | Ingolstadt (Pionierkaserne auf der Schanz) | GebJgBrig 23  | aktiv                                          | |
|  | GebPiKp 220 | 1. Mai 1959                                | Brannenburg (Karfreit-Kaserne)             | GebJgBrig 22  | am 1. Mai 1966 zur GebPzPiKp 220 umgegliedert  | |
|  | GebPiKp 230 | 1. Mai 1959 (aus Teilen der 3./GebPiBtl 8) | Brannenburg (Karfreit-Kaserne)             | GebJgBrig 23  | am 1. Juni 1966 zur GebPzPiKp 230 umgegliedert | |
|  | GebPiKp 230 | 1. Oktober 1981 (Neuaufstellung)           | Brannenburg (Karfreit-Kaserne)             | GebJgBrig 23  | am 31. März 1994 aufgelöst                     | Vom 1. Oktober 1981 bis 20. Dezember 1985 war die Kompanie teilgekadert. Zur Vollaufstellung am 21. Dezember 1985 wurde das Personal der PzPiKp 560 herangezogen |

### Pioniersperrkompanien
|  | Bezeichnung                     | Aufstellung (aus)                   | Standort   | Unterstellung | Verbleib                      | Bemerkung                                                                              |
|  | ------------------------------- | ----------------------------------- | ---------- | ------------- | ----------------------------- | -------------------------------------------------------------------------------------- |
|  | Pionierspezialsperrzug 100      | 1970 (Neuaufstellung)               | (Minden)   | I. Korps      | 1. April 1978 umbenannt       | Wurde in PiSpezSperrKp 100 umbenannt                                                   |
|  | Pionierspezialsperrzug 200      | 1971 (?) (Neuaufstellung)           | München    | II. Korps     | 1. April 1978 umbenannt       | Wurde in PiSpezSperrKp 200 umbenannt                                                   |
|  | Pionierspezialsperrzug 300      | 1. Oktober 1970 (Neuaufstellung)    | Koblenz    | sPiBtl 310    | 1. April 1978 umbenannt       | Wurde in PiSpezSperrKp 300 umbenannt                                                   |
|  | Pionierspezialsperrzug 600      | 1. April 1971 (Neuaufstellung)      | Plön       | PiBtl 6       | 1. April 1978 umbenannt       | Wurde in PiSpezSperrKp 600 umbenannt                                                   |
|  | Pionierbohrzug 200              | (?)                                 | Krailling  | (?)           | 1. April 1981 eingegliedert   | 1. April 1981 wurde der PiBohrZg 200 als Teileinheit in die 1./PiBtl 210 eingegliedert |
|  | Pionierbohrzug 300              | (?)                                 | Koblenz    | sPiBtl 310    | 1978 eingegliedert            | 1978 wurde der PiBohrZg 300 als Teileinheit in die 1./sPiBtl 310 eingegliedert         |
|  | Pionierbohrzug 600              | 1. April 1978 (Neuaufstellung)      | Plön       | PiBtl 6       | 1. April 1980 eingegliedert   | 1. April 1980 wurde der PiBohrZg 600 in die PiSpezSperrKp 600 eingegliedert            |
|  | Pionierspezialsperrkompanie 100 | 1. April 1978 (aus SpezSperrZg 100) | (Minden)   | I. Korps      | 1979 eingegliedert            | Wurde ab 1979 als 2. Kompanie des PiBtl 110 eingegliedert                              |
|  | Pionierspezialsperrkompanie 200 | 1. April 1978 (aus SpezSperrZg 200) | Ingolstadt | II. Korps     | 1. April 1980 eingegliedert   | Wurde ab April 1981 in das PiBtl 210 eingegliedert                                     |
|  | Pionierspezialsperrkompanie 300 | 1. April 1978 (aus SpezSperrZg 300) | Koblenz    | sPiBtl 310    | 1. Oktober 1979 eingegliedert | Wurde ab Oktober 1979 als 2. Kompanie des PiBtl 310 eingegliedert                      |
|  | Pionierspezialsperrkompanie 600 | 1. April 1978 (aus SpezSperrZg 600) | Plön       | PiBtl 6       | 31. Dezember 1985 aufgelöst   | Das Personal wurde am 1. Januar 1986 zur neu aufgestellten PiKp 510 versetzt           |

### Technische Pionierkompanien
Die technischen Pionierkompanien entstanden 1993 aus den Pioniermaschinen Kompanien der aufgelösten Pionierbataillon der Wehrbereiche (II bis VI) und aus der Pionierkompanie 610. Sie wurden nur in den alten Wehrbereichen aufgestellt und den Pionierbrigaden als selbstständige Kompanien unterstellt. Sie erhielten hunderter Nummern (TechnPiKp 200 = PiBrig 20 usw.), mit Ausnahme der technischen Pionierkompanie in der Pionierbrigade 10, sie behielt die Nummer der Pionierkompanie 610. Der Auftrag war andere Einheiten beim Verstärken und Sicherstellen der Bewegungen mit Pioniermaschinen zu unterstützen. Die Selbstständigkeit währte nur kurz, mit Einnahme der Heeresstruktur „NHFNA“, Anfang 1997, wurden sie in die umbenannten schweren Pionierbataillonen als 3. Kompanie (GerEinh) wieder eingegliedert.
Die Kompanien waren gegliedert in:
- Kompanieführungsgruppe
- Pioniermaschinenzug
- Pionierzug Straßeninstandsetzung (3 Züge)
- Sanitätstrupp
- Nachschubgruppe
- Instandsetzungtrupp

|  | Bezeichnung                              | Aufstellung (aus)                                    | Standort           | Unterstellung | Verbleib                | Bemerkung |
|  | ---------------------------------------- | ---------------------------------------------------- | ------------------ | ------------- | ----------------------- | --- |
|  | Technische Pionierkompanie 200 (GerEinh) | 1. Oktober 1993                                      | Minden             | PiBrig 20     | 31. März 1997 aufgelöst | Das Material war im Mobilmachungsstützpunkt Minden eingelagert; Personal und Material wurde in das umbenannte sPiBtl 130 als 3./sPiBtl 130 (GerEinh) eingegliedert                |
|  | Technische Pionierkompanie 300 (GerEinh) | 1. Oktober 1993 (aus Teilen des PiBtl 731 (GerEinh)) | Kranenburg         | PiBrig 30     | 31. Juli 1997 aufgelöst | Das Material war im Mobilmachungsstützpunkt Kranenburg eingelagert; Personal und Material wurde in das umbenannte sPiBtl 140 als 3./sPiBtl 140 (GerEinh) eingegliedert            |
|  | Technische Pionierkompanie 400 (GerEinh) | 1. Juli 1993 (aus Teilen des PiBtl 740 (GerEinh))    | Bingen-Dromersheim | PiBrig 40     | 31. März 1997 aufgelöst | Das Material war im Mobilmachungsstützpunkt Dromersheim eingelagert; Personal und Material wurde in das umbenannte sPiBtl 330 als 3./sPiBtl 330 (GerEinh) eingegliedert           |
|  | Technische Pionierkompanie 500 (GerEinh) | 1. April 1993                                        | Feldkirchen        | PiBrig 50     | 31. März 1997 aufgelöst | Das Material war im Mobilmachungsstützpunkt Feldkirchen eingelagert; Personal und Material wurde in das umbenannte sPiBtl 12 als 3./sPiBtl 12 (GerEinh) eingegliedert             |
|  | Technische Pionierkompanie 600 (GerEinh) | 1. Oktober 1993                                      | Münchsmünster      | PiLehrBrig 60 | 31. März 1997 aufgelöst | Das Material war im Mobilmachungsstützpunkt Münchsmünster eingelagert; Personal und Material wurde in das umbenannte sPiLehrBtl 230 als 3./sPiLehrBtl 230 (GerEinh) eingegliedert |
|  | Technische Pionierkompanie 610 (GerEinh) | 1. April 1993 (aus PiKp 610 (GerEinh))               | Idstedt-Karenberg  | PiBrig 10     | 30. Juni 1997 aufgelöst | Sie erhielt das Material der 5./PiBtl 630 (GerEinh); Das Material war im Mobilmachungsstützpunkt Idstedt-Karenberg eingelagert                                                    |

### Luftlandepioniere
|  | Bezeichnung                                 | Aufstellung (aus)                        | Standort                                                    | Unterstellung                                                                             | Verbleib                     | Bemerkung |
|  | ------------------------------------------- | ---------------------------------------- | ----------------------------------------------------------- | ----------------------------------------------------------------------------------------- | ---------------------------- | --- |
|  | Luftlandepionierbataillon 9                 | 1. April 1959 (aus Teilen der LLPiKp 9)  | Bruchsal ab 1963 Speyer                                     | 1. LLDiv                                                                                  | 1964                         | umbenannt in PiBtl 12                                                                                         |
|  | Luftlandepionierkompanie 9 (Neuaufstellung) | Anfang Februar 1956                      | München                                                     | 1. LLDiv                                                                                  | 1. April 1959                | umbenannt in FschPiKp 250, gleichzeitig Abgabe von Personal zur Aufstellung des FschPiKp 260 und 1./LLPiBtl 9 |
|  | Fallschirmpionierkompanie 250               | 1. April 1959 (aus LLPiKp 9)             | Kempten ab 1961 Calw                                        | LLBrig 25                                                                                 | 1971                         | umbenannt in LLPiKp 250                                                                                       |
|  | Fallschirmpionierkompanie 260               | 1. April 1959 (aus Teilen der LLPiKp 9)  | Kempten ab Januar 1961 Mannheim ab Dezember 1962 Speyer     | LLBrig 26                                                                                 | 1971                         | umbenannt in LLPiKp 260                                                                                       |
|  | Luftlandepionierkompanie 250                | 1971 (aus FschPiKp 250)                  | Calw                                                        | LLBrig 25                                                                                 | 31. Juni 1982 aufgelöst      | |
|  | Luftlandepionierkompanie 250                | 1. Juli 1982 (aus der 3./PiBtl 240)      | Passau ab 1. März 1993 Nagold                               | PiBtl 240 ab 1. April 1990 LLBrig 25                                                      | 30. September 1996 aufgelöst | Teil des Personals bildete nach erfolgreicher Ausbildung das Kaderpersonal für den Pionierspezialzug KSK      |
|  | Luftlandepionierkompanie 260                | 1971 (aus FschPiKp 260)                  | Speyer ab 1972 Saarlouis                                    | LLBrig 26                                                                                 | 31. März 1982 aufgelöst      | |
|  | Luftlandepionierkompanie 260                | 1. April 1982 (aus Teilen des PiBtl 310) | Koblenz ab Dezember 1994 Saarlouis                          | PiBtl 310 ab 1. April 1990 LLBrig 26 ab 1. April 2015 LLBrig 1                            | aktiv                        | Kompanie wurde vom 30. September 2002 bis 30. September 2003 kurzfristig außer Dienst gestellt                |
|  | Luftlandepionierkompanie 270                | 1. April 1973                            | Iserlohn                                                    | LLBrig 27                                                                                 | 31. März 1982 aufgelöst      | |
|  | Luftlandepionierkompanie 270                | 1. April 1982 (aus der 3./PiBtl 110)     | Minden ab Oktober 1992 Wildeshausen ab Februar 2007 Seedorf | PiBtl 110 ab 1. April 1990 LLBrig 27 ab 1. April 1993 LLBrig 31 ab 1. April 2015 LLBrig 1 | aktiv                        | |

## Pionierschule und Lehrtruppenteile

### Pionierschule
|  | Bezeichnung                                                      | Aufstellung (aus) | Standort                   | Unterstellung | Verbleib       | Bemerkung |
|  | ---------------------------------------------------------------- | ----------------- | -------------------------- | ------------- | -------------- | --------- |
|  | Pionierschule                                                    | 1. Juli 1956      | München                    |               | 1972 umbenannt |           |
|  | Pionierschule und Fachschule des Heeres für Bautechnik (aus PiS) | 1972              | München ab 2009 Ingolstadt |               | aktiv          |           |

### Pionierlehrregimenter
Das Pionierlehrregiment entstand aus dem Pionierlehrbataillon im August 1959. Ihm unterstanden das neu aufgestellte schwere Pionierlehrbataillon 210, das Pionierbataillon 4 und 5 weitere selbstständigen Kompanien. Bis 1961 wurden Kompanien ausgegliedert, neue eingegliedert oder verschoben. Im Oktober 1961 wurde ein zweites Bataillon aufgestellt, indem die selbstständigen Kompanien zusammengefasst wurden. Nun unterstand dem Regiment 2 Bataillone mit insgesamt 17 Kompanien. Bis 1974 gab es nur kleine Verschiebungen. Im April 1974 wurde das Regiment in Pionierlehr- und Versuchsregiment 87 umbenannt und umgegliedert. Das zweite Bataillon wurde aufgelöst und die Kompanien wurden wieder selbstständig. Das Regiment bestand nun aus dem schweren Pionierbataillon 210 und fünf selbstständigen Kompanien. Es wurde Ende März 1981 aufgelöst, ihre Einheiten wurden zur Aufstellung neuer Einheiten herangezogen. Das Regiment hatte einen Lehr- und Unterstützungsauftrag und war der Pionierschule direkt unterstellt.
|  | Bezeichnung                                          | Aufstellung (aus)             | Standort | Unterstellung | Verbleib                | Bemerkung                                               |
|  | ---------------------------------------------------- | ----------------------------- | -------- | ------------- | ----------------------- | ------------------------------------------------------- |
|  | Pionierlehrregiment                                  | 1. April 1959 (aus PiLehrBtl) | München  | PiS           | 1. April 1974 umbenannt | Wurde in Pionierlehr- und Versuchsregiment 87 umbenannt |
|  | Pionierlehr- und Versuchsregiment 87 (aus PiLehrRgt) | 1. April 1974                 | München  | PiS           | 31. März 1981 aufgelöst | Wurde zur Aufstellung neuer Einheiten herangezogen      |

### Pionierlehrbataillone
|  | Bezeichnung                       | Aufstellung (aus)                             | Standort   | Unterstellung    | Verbleib                   | Bemerkung |
|  | --------------------------------- | --------------------------------------------- | ---------- | ---------------- | -------------------------- | --- |
|  | Pionierlehrbataillon              | 1. Mai 1956 (Neuaufstellung)                  | München    |                  | 1. April 1959 umbenannt    | Wurde in das PiLehrRgt umgegliedert und umbenannt |
|  | schweres Pionierlehrbataillon 210 | März 1959 (aus Teilen des PiLehrBtl)          | München    | PiLehr/VsuRgt 87 | 1. April 1981 umbenannt    | Wurde in das PiLehrBtl 220 umgegliedert und umbenannt |
|  | Pionierlehrbataillon 220          | 1. April 1981 (aus Teilen des sPiLehrBtl 210) | München    | PiS/FSHBauT      | 31. Oktober 1993 aufgelöst | Ist der Pionierschule direkt unterstellt, im V-Fall ist es dem Pionierkommando 2 unterstellt                                                              |
|  | Pionierbrückenlehrbataillon 230   | 1. Oktober 1993 (aus AmphPiBtl 230)           | Ingolstadt | PiLehrBrig 60    | 1. April 1997 umgegliedert | Am 1. Oktober 1993 hat das Bataillon den Lehrauftrag vom aufgelösten PiLehrBtl 220 übernommen; Ab April 1997 in sPiLehrBtl 230 umgegliedert und umbenannt |

### Pionierausbildungszentren
Bei der Einnahme der Heeresstruktur IV wurden vier Pionierausbildungszentren aufgestellt. Sie wurden den Pionierkommandos (800 und 850), dem Verfügungstruppenkommando 41, der Territorialkommandos unterstellt. Die Nummerierung entsprach der der Pionierkommandos (800 = PiKdo 800, 850 und 851 = PiKdo 850) und im Territorialkommando Schleswig-Holstein erhielt das Ausbildungszentrum die Nummer 600. Sie hatten die Auftrag die Reservisten der nicht aktiven Pioniereinheiten aus- und weiterzubilden. Zusätzlich hatte jedes Ausbildungszentrum spezielle Aufgaben.
- PiAusbZ 600: Unteroffizierslehrgänge (Reserve),
- PiAusbZ 800: Unteroffizierslehrgänge (Reserve), Lehrgänge für Pioniermaschinen Bediener und Fährenführer
- PiAusbZ 850: Unteroffizierslehrgänge (Reserve) und Pioniermaschinenfahrschulen
- PiAusbZ 851: Unterstützung der Pionierschule bei Pipelinelehrgängen und Truppenversuchen mit Pipelinegerät, Ausbildung zum Tanklagerbetriebsfeldwebel und -offizieren

Mit Einnahme der Heeresstruktur 5 (N), Ende 1993, wurden alle Pionierausbildungszentren wieder aufgelöst. Das Personal wurde für die Neu aufzustellenden Pioniereinheiten herangezogen.
|  | Bezeichnung                   | Aufstellung (aus)                | Standort                                | Unterstellung | Verbleib                     | Bemerkung |
|  | ----------------------------- | -------------------------------- | --------------------------------------- | ------------- | ---------------------------- | --- |
|  | Pionierausbildungszentrum 600 | 1. April 1981 (Neuaufstellung)   | Eggebek ab April 1986 Schleswig         | VfgTrKdo 41   | 30. September 1993 aufgelöst | |
|  | Pionierausbildungszentrum 800 | 1. April 1980                    | Emmerich am Rhein                       | PiKdo 800     | 31. März 1994 aufgelöst      | Das Personal wurde von der 2./SchwBrBtl 810 herangezogen, die gleichzeitig in eine Geräteeinheit umgegliedert wurde |
|  | Pionierausbildungszentrum 850 | 1. Oktober 1979 (Neuaufstellung) | Koblenz-Metternich ab April 1987 Speyer | PiKdo 850     | 30. September 1993 aufgelöst | |
|  | Pionierausbildungszentrum 851 | 1. Oktober 1979                  | Krailling                               | PiKdo 850     | 30. September 1993 aufgelöst | Das Personal wurde aus Teilen der PiL/VsuKp 872, PiAusbKp 875 und der PplPiL/VsuKp 851 aufgestellt                  |

## Abkürzungen
Folgende Abkürzungen werden benutzt:
| - Korps-PiKdr → Korps-Pionierkommandeur - PiKdo → Pionierkommando - PiBrig → Pionierbrigade - PiRgt → Pionierregiment - PplPiRgt → Pipelinepionierregiment - PiBtl → Pionierbataillon - PzPiBtl → Panzerpionierbataillon - sPiBtl → schweres Pionierbataillon - PiBrBtl → Pionierbrückenbataillon - SchwBrBtl → Schwimmbrückenbataillon - AmphPiBtl → Amphibischespionierbataillon - PplPiBtl → Pipelinepionierbataillon - LLPiBtl → Luftlandepionierbataillon | - PiKp → Pionierkompanie - PzPiKp → Panzerpionierkompanie - SchwBrKp → Schwimmbrückenkompanie - PplPiKp → PipelinepionierKompanie - FlußPiKp → Flußpionierkompanie - TechnSpezKp (PplPi) → technische Spezialkompanie (Pipelinepioniere) - SpezPiKp (Ppl) → SpezialPionierkompanie (Pipeline) - TechnKp (PplPi) → technische Kompanie - FlgrBetrKp → Feldlagerbetriebskompannie - PiSperrKp → Pioniersperrkompanie - PzPiSperrKp → Panzerpioniersperrkompanie - LLPiKp → Luftlandepionierkompanie - FschPiKp → Fallschirmpionierkompanie | - (GerEinh) → Geräteeinheit (nicht aktiv) - (TA) → Teil aktiv - MobStp → Mobilmachungsstützpunkt - LLDiv → Luftlandedivision - LLBrig → Luftlandebrigade - HschBrig → Heimatschutzbrigade - PzBrig → Panzerbrigade - PzGrenBrig → Panzergrenadierbrigade |